# Nusle
Nusle (německy Nusle, Nusl, též Nussle) jsou městská čtvrť a katastrální území v Praze, jižně od centra města. Jejich součástí je čtvrť Pankrác. Spadají z větší části do obvodu a městské části Praha 4 a z menší části (Nuselské údolí a zástavba východně od Vyšehradu, v okolí Ostrčilova náměstí, Jaromírovy třídy s tramvajovou tratí, Nezamyslovy, Oldřichovy, Svatoplukovy, Sekaninovy, Spytihněvovy, Slavojovy, Krokovy a Lumírovy ulice) do obvodu a městské části Praha 2. Nuselská ulice Na Bučance mezi vyšehradskou pevností a Nuselským údolím za Kongresovým centrem již spadá do obvodu Praha 4. Nuslemi protéká pravostranný přítok řeky Vltavy, potok Botič.

## Území Nuslí
Katastrální území Nuslí sousedí na severu s Vinohrady, na severovýchodě s Vršovicemi, na jihovýchodě s Michlí, na jihu s Krčí (přes sídliště Pankrác I a III a Zelenou Lišku), na západě s Podolím a na severozápadě s Vyšehradem. Mezi hranicí s Vyšehradem a Vinohrady se v jednom bodě v ulici Na Slupi Nusle dotýkají i Nového Města.
Centrální část Nuslí se nachází v okolí náměstí Bratří Synků, Náměstí Generála Kutlvašra s historickou Nuselskou radnicí a podél ulic Táborské, Sezimovy, Pod Sokolovnou, Na Květnici, Pod Terebkou, Petra Rezka, Na Vítězné Pláni, Čiklovy, Ctiborovy, Boleslavovy, Závišovy, Nuselské třídy, Mojmírovy, Mečislavovy, Vlastislavovy, Rostislavovy, Pod Vilami s kostelem sv. Václava, Svatoslavovy, Křesomyslovy, Jaromírovy, Oldřichovy, Bělehradské, Otakarovy, Na Zámecké, Na Ostrůvku nad Botičem, Ctiradovy, Čestmírovy, K Podjezdu, Maroldovy, V Horkách, U Křížku, Kloboučnické, Pod Pramenem, Pod Jezerkou, Na Jezerce, Nad Jezerkou, Na Veselí, Dolní, Horní, Vyšší, V Luhu, V Podluží, V Zálomu, Družstevní, Družstevní Ochoz, Sdružení, Sevřené, Nad Nuslemi, Pernštejnských a Bartoškovy (někdejší ulice dr. Engla s Fordovými domy z 20. let 20. století) jihozápadně od nádraží Praha-Vršovice. Na ni navazuje park Jezerka, Pankrác (v okolí kostela sv. Pankráce a sokolovny, Náměstí Hrdinů a ulic 5. května, Na Dolinách, Na Pankráci, Lounských, Marie Cibulkové, Doudlebské, Pikrtovy a Hvězdovy) podél Severojižní magistrály, park na Kavčích horách, tenisové kurty přiléhající k vyšehradské pevnosti, plocha hřiště Slavoje Vyšehrad, nového Jedličkova ústavu, čtvrť Na Děkance a Sídliště Pankrác II. spadající do nuselského katastru.

## Nusle jako samostatné město
V letech 1898–1921 byly Nusle samostatným městem (povýšeny na město císařským nařízením k 31. prosinci 1898). Obdržely též městský znak, půlený štít, vlevo s městským znakem Prahy, vpravo se zeleným kopcem s vinným keřem a modrou vinnou révou (hrozny). Nad keřem se vznášel malý znak království českého s bílým dvouocasým lvem. Barevný znak města Nuslí lze spatřit mezi prvním a druhým patrem na secesním domě čp. 613 v Sezimově ulici č.14 pod Nuselskou radnicí v Praze 4 a také na domě v Jaromírově ulici pod Nuselským mostem v Praze 2 (Nusle čp. 483, v roce 2021 ve žluté barvě pětipodlažní budovy s dvěma věžičkami). Nusle obdržely též historický prapor (shora) s modrým, zeleným a bílým pruhem, jejž obsahuje od roku 1927 také velký Znak hlavního města Prahy. Do roku 1921 byly Nusle také okresním městem nuselského soudního (později i politického) okresu, který byl s jejich připojením ku Praze a vytvořením obvodu Praha XIV.(Nusle, Michle, Krč) se sídlem v Nuselské radnici roku 1922 zrušen. Od 1. ledna 1923 však již fungoval nový pražský obvod Praha XIV (Nusle, Michle, Krč) se sídlem v Nuslích. Od 14. listopadu 1947 se rozšířil název na „Praha XIV - Nusle“, tedy o název sídla obvodu.
Při redukci počtu pražských obvodů v roce 1960 na deset byly Nusle rozděleny do dvou městských částí Praha 4 a Praha 2.
V katastrálním území Nuslí byla vyhlášena městská památková zóna Nusle.

## Historie

### Středověk a raný novověk

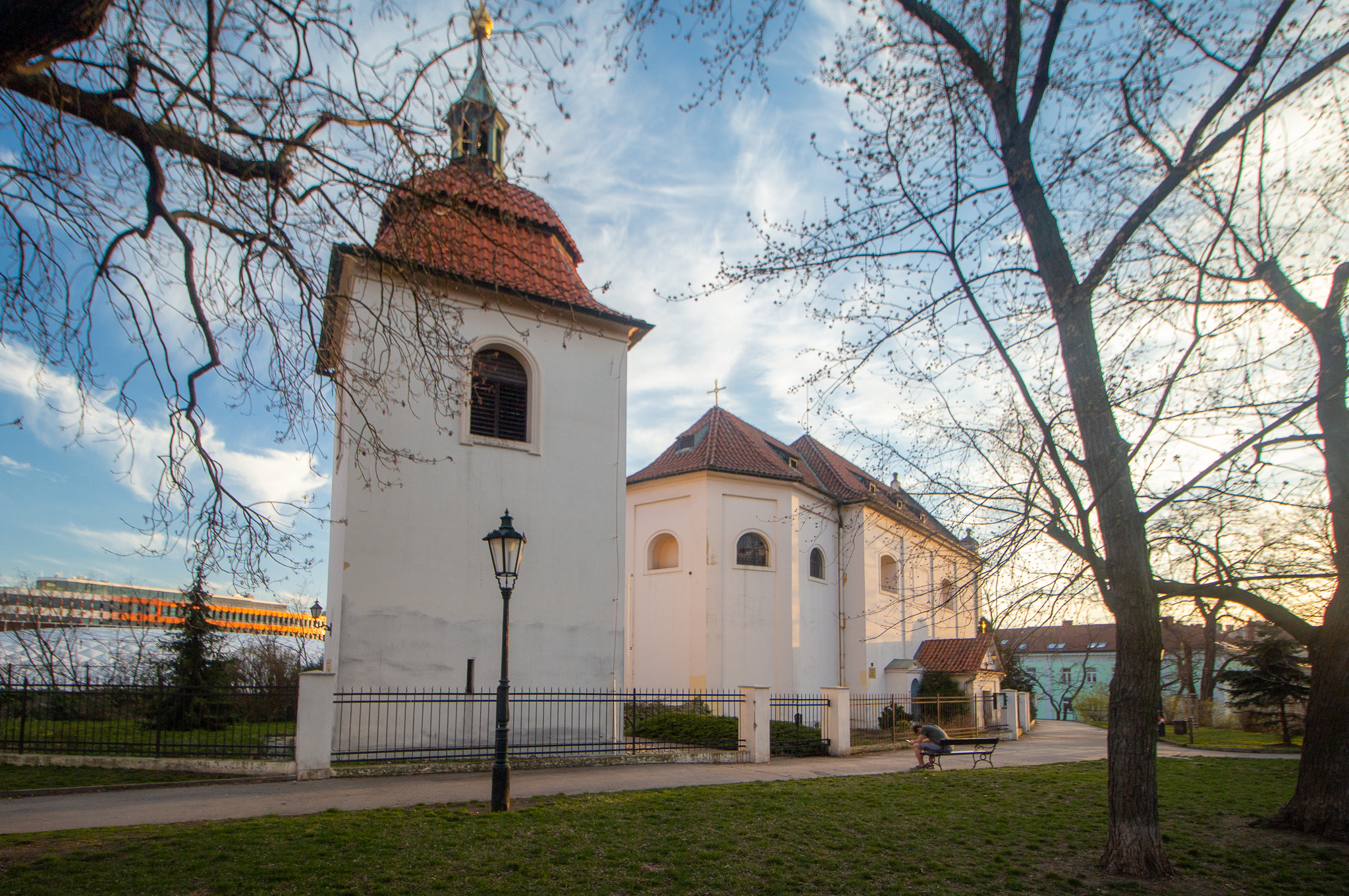
Kostel sv. Pankráce

První písemný doklad o starobylé vsi Nusle pochází z 11. století. Ves tehdy (roku 1088) náležela k majetku vyšehradské kapituly. V souvislosti s bojem mezi přemyslovci se také uvádí, že Soběslav v lednu 1179 přešel u Nůsel Botič a byl Na Bojišti poražen od někdejšího knížete Olomouckého údělu, syna krále Vladislava, Fridricha. Osada je zmiňována jako Neosvětly, Nostuly, Nůsly, Neosvitly či Neovstlí a ve středověku převážnou část jejího území tvořily vinice (vallis vinarium či valis vinearum), vinařské domky, mlýny na Botiči, masné krámy, kovárna, usedlosti (Bučanka, Bělka, Terebka, Reitknechtka, Formanka), zájezdní hostinec, hájovna. Významná musela být ves Krušina s kostelíkem sv. Pankráce v jádře vystavěným jako kamenná rotunda již ve 12. století, poblíž kterého stála usedlost Vokáčka. Dále vznikaly obytné selské domky v Dolních a Horních Nuslích. Obojí Nusle trpěly v roce 1420, kdy byla od 15. září husity obléhána sousední pevnost Vyšehrad a 1. listopadu došlo (v prostoru dnešních ulic Na Vítězné Pláni, Lounských, Žateckých, Lomnického) k bitvě mezi nimi a vojskem krále Zikmunda. Počátkem husitské revoluce se Nusle dostaly do majetku měšťanů Starého a Nového Města pražského, v jejichž vlastnictví zůstaly až do roku 1547, kdy je po nezdařeném stavovském povstání král Ferdinand I. Habsburský zabavil a daroval klášteru mnišek Strážkyň Božího hrobu ve Světci u Bíliny, po jehož zániku panství připadlo zpět královské komoře. Císař Maxmilián I. roku 1575 prodal Dolní Nusle Novému Městu, zatímco Horní Nusle koupil Hynek Krabice z Veitmile. Poplužní dvůr nuselský obdržel darem od císaře Rudolfa II. Nathanael Hložek ze Zbyslavic, jenž k němu přikoupil také Horní Nusle, jež poté (roku 1614) získala dědictvím Regina Opršalová z Jetřichovic. Nusle byly nejbližší obcí na jihu a východě středověké Prahy. Na katastru dnešních Nuslí ležela i středověká obec Psáry, zaniklá v 16. století.

### 17.–18. století
Když se v držení vsi Horní Nusle vystřídalo několik majitelů, koupil ji roku 1627 Sezima z Vrtby. Jeho vnuk Jan Josef z Vrtby přikoupil Dolní Nusle a spojil je v jednu obec. K Nuselskému dvoru přistavěl na místě dnešního náměstí Bratří Synků Nuselský zámek a roku 1694 pivovar. Před rokem 1750 bylo v Nuslích mimo budov panství a Nuselského pivovaru 35 obytných domů. Roku 1758 Vrtbové svůj letní zámek v Nuslích prodali majiteli zámku Dobříš, hraběti Jindřichu Pavlovi z Mansfeldu. po jeho smrti dědila Nusle jeho dcera Marie Isabela z Colloredo-Mansfeldu. Roku 1795 je koupil kníže Josef Václav Paar a rozšířil tak své dosavadní panství z Vršovic a Podolí-Dvorců.
Roku 1797 některé statky získal Jakub Wimmer, zbohatlý jirchář a koželuh, armádní dodavatel, posléze povýšený do šlechtického stavu. Jeho zásluhou byly po roce 1814 pozemky zvelebeny v empírovém a romantickém duchu, zakládány cesty, hrazeny parcely, vysazovány stromy a venkovský ráz mizel, avšak většinou zmizely i vinice.

### Město 19. století

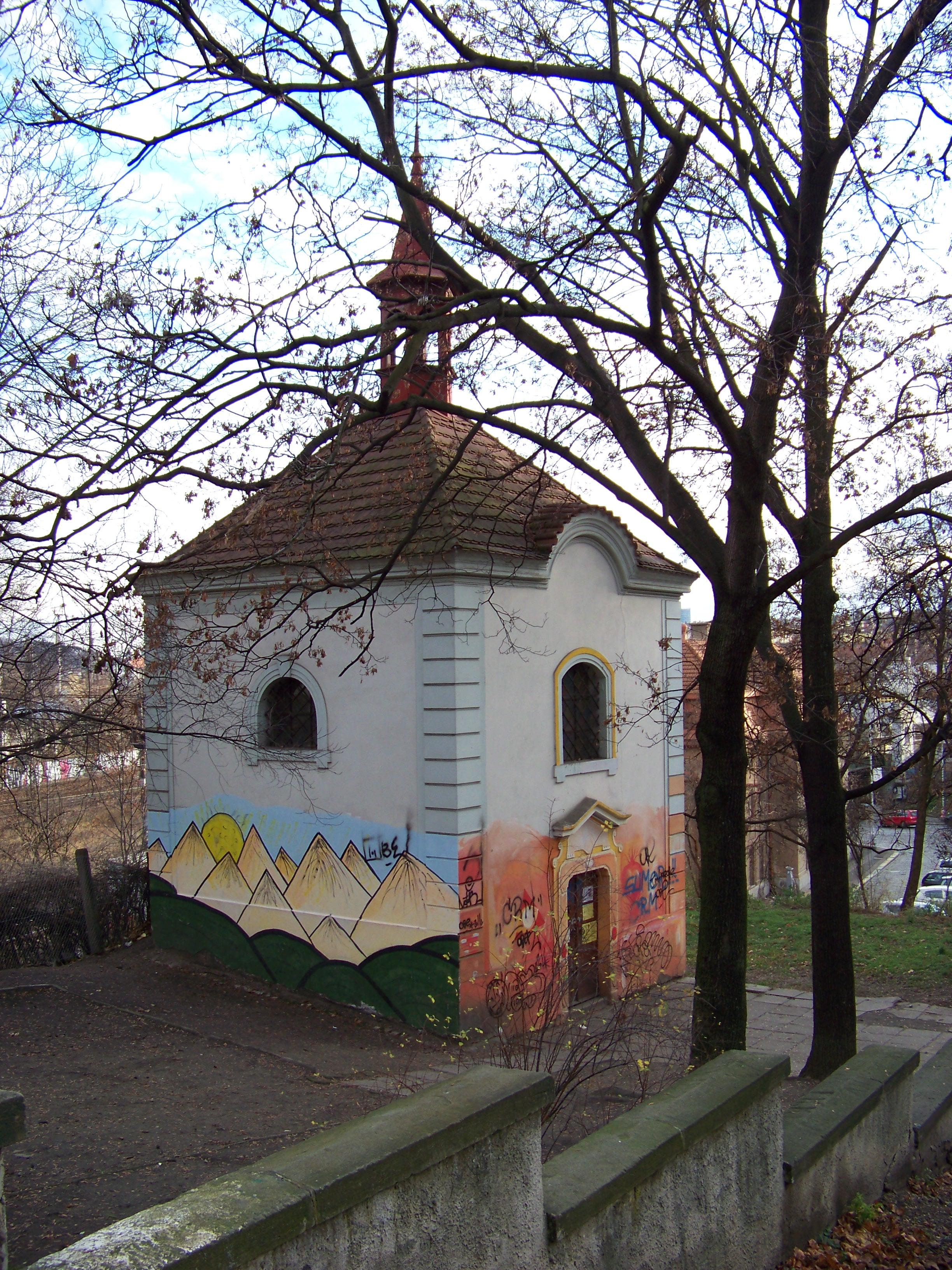
Kaple svaté Rodiny pod Nuselskými schody

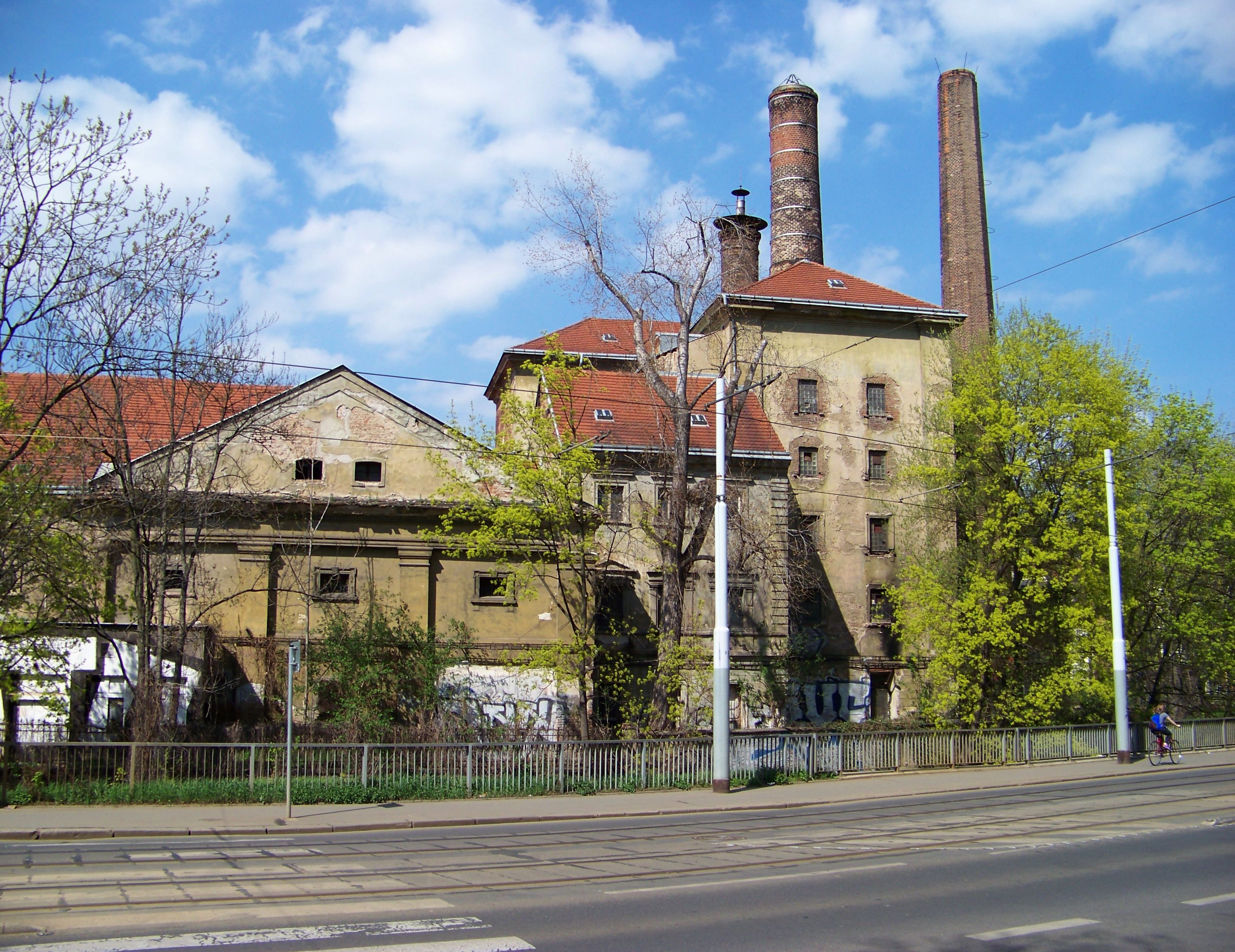
Nuselský pivovar od Křesomyslovy ulice

#### Rozvoj od poloviny 19. století
Nusle se začaly rozšiřovat od poloviny 19. století, kdy je v roce 1857 koupil měšťan Alois Procházka. Rozvoj obce ovlivnila průmyslová revoluce, měšťanská výstavba činžovních domů, stavba nádraží a železniční sítě vyvolala zboření zámku i statku. Kolem roku 1870 vznikl nuselský Národní dům v dnešní Nuselské ulici a Wiehlův dům (původní nuselská radnice s věžičkou) v dnešní Křesomyslově. Obec byla povýšena na město, mající od roku 1898 i svůj politický a soudní okres, který zahrnoval i některé obce na levém břehu Vltavy (spadala tam např. i Malá Chuchle). Nuselský pivovar, založený Janem Josefem Sezimou z Vrtby, byl rozšířen na měšťanský akciový.

#### Nuselský zámek
Raně barokní Nuselský zámek, který dal postavit nejvyšší zemský sudí a zakladatel hraběcí větve Sezima z Vrtby kolem roku 1640, zanikl koncem 19. století. Jak vyplývá z dobového tisku, zámek stál v místech dnešního náměstí Bratří Synků. Majitelé nuselského velkostatku požádali o jeho rozparcelování pro budoucí výstavbu. S tím jim nebylo povoleno budovy, které se na daných místech nacházely, udržovat, a to ani po soudním sporu. Důvodem bylo, že za udržované budovy stojící na pozemku určeném k výstavbě, by bylo nutno platit vyšší náhrady.
V průběhu času byly pozemky velkostatku i zahrada zámku rozděleny na dvě části stavbou železniční trati z Prahy do Tábora (a přes Třeboň do Vídně roku 1870). Na místě velké části zámecké zahrady a parku vzniklo nádraží Nusle (nyní nádraží Praha-Vršovice). S výstavbou tehdejšího nuselského Metodějova (později Riegerova, nyní Bratří Synků) náměstí byl zámek zbořen. Zámek připomíná pseudobarokní fasáda domu č. p. 1 na náměstí Bratří Synků (s hodnotným obrazem Panny Marie s Ježíškem; nad nímž ve štítu čtvrtého podlaží je chronogram „Ave Maria“ 1904) a blízká ulice Na Zámecké.

#### Fidlovačka a historické hostince
Mezi Nuselským pivovarem a Folimankou (Formankou) se odehrávaly tradiční povelikonoční poutě pražských ševců – fidlovačky – vylíčené ve zpěvohře „Fidlovačka“ Františka Škroupa a Josefa Kajetána Tyla. V její premiéře 21. prosince 1834 ve Stavovském divadle zazněla poprvé v podání slepého houslisty Mareše Škroupova píseň „Kde domov můj“, která se později stala národní hymnou. Populární se stala i píseň „Kde je sládek, tam je mládek“, interpretovaná ve hře sborem sládků, přicházejících na tradiční ševcovskou středeční povelikonoční pouť z přilehlého Nuselského pivovaru. Rovněž scéna, přinášející rozuzlení celé zápletky hry představuje Nuselskou pivovarskou zahradní restauraci, která fungovala celé 19. i 20. století včetně dosud stojící přilehlé historické budovy v Bělehradské ulici (Nusle č.p. 55).
Název Fidlovačka je odvozen od ševcovského nástroje k hlazení kůže. Na této středeční povelikonoční pouti byl stavěn tradiční stromek s ozdobami ve tvaru ševcovských nástrojů. Vznikla i píseň „V tom Nuselském údolí stála fidlovačka...“. A protože nuselští ševci obouvali celou Prahu, včetně armády, daroval jim prý císař Josef II. stromek s ozdobami vyvedenými ve stříbře od fidlovačky, přes verpánek, kladívka a potěh, až po ševcovskou dratev. Cech si toho vážil, až do doby, kdy vznikl spor s císařem „o modré pondělí“, poté jej ševci propili v nespecifikované nuselské hospodě.
Na potoku Botiči zde (na katastru Nuslí) fungovaly dva mlýny (horní a dolní) a vinicemi se zahradami byl obklopen již zmíněný barokní Vrtbův Nuselský zámek. Ještě v roce 1907 protékalo severní částí Nuselského pivovaru kolem ulice Na Ostrůvku a venkovní zahradní částí Nuselské pivovarské restaurace s „Foglarovým altánem“ severní rameno Botiče s náhonem na mlýn. Uvnitř areálu Nuselského pivovaru vznikla již od vjezdové brány nově pojmenovaná ulice Hostivítova, vedoucí též kolem zahradní restaurace. Byl zbudován další zájezdní hostinec na dnešní křižovatce Nuselské třídy a Táborské ulice, při obchodní cestě z Prahy na Tábor, patřící rodině Brůdrů, jehož kamenná budova dosud stojí (Bílý dům, Nusle čp. 64, patří společnosti PRE, která tam má oblastní kanceláře). Další historický hostinec, který byl zbořen při nástupu secesních domů v dnešní Nuselské třídě na přelomu 19. a 20. století, stával v blízkosti náměstí na místě domu čp. 83. Původní budova hostince „Na Kovárně“, na rohu dnešní Bělehradské a náměstí, byla v 20. letech 20. století nahrazena šestipodlažní stavbou (Nusle čp. 5), v níž je známá nuselská pizzerie. Na dnešní křižovatce s Otakarovou ulicí vznikla před koncem 19. století v domě „Pod věží“ (Nusle č.p. 6) stylová „Nuselská kavárna“, přeměněná v osmdesátých letech 20. století na orientální restauraci. Ve stejné době vznikla poblíž na náměstí luxusní vinárna „Na zámecké“ (se stříbrnými příbory v rohovém domě Nusle čp. 300). Restaurace „Na Tetíně“ (s plastikou secesního loutnisty nad vchodovým arkýřem) v Nuselské třídě za Nuselskou mlékárnou má malou spolkovou místnost, zbudovanou již v roce 1899. Ze stejného období pocházela i restaurace „Na růžku“ v mohutném secesním rohovém domě na křižovatce Nuselské a Táborské, jejíž nárožní fasáda je datována rokem 1896 (Nusle čp. 271). Tam bylo i již neexistující vchodové schodiště do hostince, na nějž se v roce 1950 zřítila nárožní římsa a smutná událost měla i jednu oběť. Poté byla restaurace uzavřena. Na přelomu tisíciletí byl pětipodlažní dům nově opraven, včetně datování nároží v původním erbu (1896). Tehdy měly všechny domy svoje studny s pitnou vodou (zachované v některých případech až do šedesátých let 20. století), neboť teprve ve druhé polovině 19. století začal být zaváděn městský vodovod, napojený spolu s Vinohrady na pražskou vodovodní síť a podolskou vodárnu (zatímco na katastru Nuslí vznikal samostatný vodárenský systém pro sousední Vršovice). Poslední studánka a pramen s pitnou vodou na území Nuslí není na Jezerce, ale pod křižovatkou Boleslavovy a Čiklovy ulice, v dolní části bývalé nuselské zahrádkářské kolonie, jejíž horní i střední část byla v roce 1958 zasypána spolu se silnicí vedoucí na dnešní předmostí Nuselského mostu. Veřejná studna s historickou litinovou pumpou mezi parkem u divadla a schodištěm v ulici Na Fidlovačce byla odstraněna teprve v roce 2002.

#### Nuselské schody a železniční stanice
V souvislosti s výstavbou jižních vinohradských portálů železničních tunelů vznikly roku 1891 tzv. Nuselské schody, spojující Vinohrady a Nusle. Nuselské schody tam vlastně v určité podobě stály již předtím, neb již v roce 1879 byl veden v tisku spor, zda je nutno „zachovati schody nuselské“. Původní Nuselské schody, které dal zbudovat již Jakub Wimmer, byly prý dřevěné. Od 20. května 1884 k nim jezdila také koněspřežná dráha („koňka“, červená linka Můstek - Nuselské schody). Od roku 1891 byla část spojů linky prodloužena do Královské obory (Stromovky), aby od 28. září 1898 všechny spoje jezdily přes Václavské náměstí do Karlína, v trase Josefské náměstí – Nuselské schody. Od 28. září 1899 byla koňka zkrácena do trasy Na Můstku – Nuselské schody a ve zbylém úseku zavedena elektrická tramvaj. Také první tramvaj č. 3 tehdy končila ve stanici Nuselské schody (dnešní úvrať na Zvonařce). Též vzniklo železniční nádraží Nusle (1882) a u Nuselských schodů zastávka pro Královské Vinohrady, pod Nuselské schody byla zavedena tramvajová trať; ta byla v roce 1914 prodloužena do vlastních Nuslí. V té době (od 6. ledna 1910) byly již Nusle propojeny tramvajovou tratí s Prahou přes Nuselské údolí s koncovou úvratí v ulici Na Fidlovačce (tehdy Fričově) na východním konci parku.

#### Spolková činnost
Sokol byl v Nuslích založen již roku 1888. Původní stará sokolovna byla vystavěna v malebném anglikánském slohu, později (v období let 1923 a 1925) však byla přestavěna (Nusle čp. 317, Táborská ul.) na Husův sbor, když byla dokončena stavba nynější Nuselské sokolovny na tehdejším náměstí Československých legionářů (od 1998 Generála Kutlvašra). Obě „vlasti dobročinné“ obce baráčnické nuselské, „Vitoraz“ a „Na Čekanici" měly své sídlo v hostinci „U Bansethů“ na nároží Táborské (tehdy Havlíčkovy) a Sezimovy ulice. V blízkosti Nuselské sokolovny sídlil v meziválečném období známý skautský oddíl 33 („Třiatřicítka“).

#### Přelom 19. a 20. století
V letech 1885–1889 bylo též nad Nuslemi zbudováno státní vězení, pozdější trestnice Pankrác, jako náhrada za zrušenou Svatováclavskou věznici, která stávala poblíž Karlova náměstí. Stará radnice byla zřízena v Alšovými malbami vyzdobeném domě s věžičkou v Křesomyslově (unikátní replika Wiehlova domu tehdy v Soběslavově) ulici. Ještě před koncem 19. století byl postaven rohový dům s věží a hodinami (Nusle čp. 6) na blízké křižovatce Bělehradské a Otakarovy ulice, v němž byla více než sto let známá Nuselská kavárna (v současnosti – 2021 – orientální restaurace), kterou s oblibou navštěvoval komik Jaroslav Štercl. V secesním domě proti nové Nuselské radnici vznikla populární restaurace U Bansethů, založená Aloisem Bansethem, kterou navštěvoval Jaroslav Hašek a dvakrát ji zmínil i v Osudech dobrého vojáka Švejka (jako „u Banzetů“). Většina zástavby s prvky secese i kubismu a historizujících slohů pochází právě z konce 19. století, kdy Nusle získaly svůj okres a byly povýšeny na město, a ze začátku 20. století. V roce 1897 byla na západním okraji nuselské Bůžkovy louky postavena dřevěná divadelní aréna, předchůdce Tylova divadla v Nuslích a Divadla Na Fidlovačce. Roku 1906 vznikla na pankráckém kopci za Reitknechtkou pozoruhodná stavba Kotěrova vodojemu a v roce 1908 novorenesanční budova nové Nuselské radnice. V Nuslích byly postaveny čtyři školní budovy (Boleslavova, před radnicí Čs.legionářů, dnes Táborská, Svatoslavova, Na Pankráci) a budova opatrovny (mateřské školy) Na Paloučku (Nusle čp. 122), které byly v době první republiky a po roce 1990 nově opraveny.

#### Další výstavba počátku 20. století
Tehdejší Nusle, stavbu tratí a nádraží, popisuje velmi dobře Jakub Arbes ve své knize Okolí Prahy. V sobotu 21. prosince 1918 se tudy vracel do vlasti zvláštním vlakem prezident Masaryk. Nezastavěna zůstala do první světové války pouze Nuselská pivovarská zahrada, Folimanka (Formanova vinice), Fidlovačka a zbylé údolí pod vinicí Grébovkou vedle trati (to je zastavováno až počátkem 21. století, novými domy kolem Botiče v Praze 2 a Praze 10). Zámecký park tím byl rozparcelován a v dolních Nuslích vznikly nové ulice (část Prahy 4, dříve – od roku 1898 okresního města Nuslí, ulice Bělehradská – tehdy Havlíčkova, Boleslavova, Ctiborova, Čestmírova, Křesomyslova - tehdy Soběslavova, Mečislavova, Mojmírova, Otakarova, Rostislavova, Svatoslavova, Vlastislavova, Závišova) a náměstí. Na křižovatce „Otakarova“ byla v roce 1896 postavena čtyřpodlažní budova Nuselské kavárny s věží a hodinami (Nusle čp. 6) a třípatrový dům „U Hrabánků“ (Nusle čp. 185) s restaurací. Na náměstí byla postavena pseudobarokní replika průčelní budovy Nuselského zámku (Nusle čp. 1) s obrazem Panny Marie z roku 1901. V ústí Nuselské ulice do náměstí byl vystavěn již předtím pseudorenesanční Národní dům s orlojem (velkými hodinami, Nusle čp. 2), společenským sálem (kde koncertoval i Karel Hašler), sochami sv. Václava, Přemysla a Libuše, bustou Karla Havlíčka Borovského, znaky měst zemí koruny české a na protější budově lékárny socha Františka Ladislava Riegera. Orloj a společenský sál zanikl v padesátých letech 20. století, když Národní dům (Nusle čp. 2, Nuselská 1) přestal plnit svoji funkci. Z přelomu století a počátku první republiky pocházely sklárny Kavalier v Otakarově ulici, výzkumný ústav dřevařský (zbořený při rozšíření železničního mostu a Otakarovy ulice v roce 1967), podnik Mira (pozdější Pletařské závody Karla Havlíčka Borovského, nyní Hotel Mira, nedaleko Nuselské třídy), Potravinářské závody a konzervárny ve Ctiborově ulici, JAWA (Janeček-Wanderer továrna motocykly, později od roku 1964 ČKD Nusle-Polovodiče), ETA (později Regula Nusle a ZPA-závody průmyslové automatizace- Nusle) v Bartoškově ulici a Továrna na klobouky St. Bartoš v ulici Kloboučnické. Paní Marie Patrná přenesla do Nuslí (Vlastislavova 14/581) svojí továrnu na výrobu dýmek. Prosperovaly rovněž „Farmaceutické závody Praha-Nusle“ magistra Ph. Mr. Z. Vilíma, podporující ještě v roce 1932 přípravu IX. všesokolského sletu. Také podnikatel Rudolf Pachl, původně obchodní zástupce továrny na čokoládu a cukrovinky O. Ruger v Děčíně-Podmoklích, který v roce 1914 zřídil v Praze na Vinohradech vlastní výrobu čokolády a cukrovinek přestěhoval v roce 1917 výrobu do nového objektu na tehdejší Palackého třídě v Nuslích, kde působil pod názvem „Rudolf Pachl, továrna na čokoládu a cukrovinky Praha-Nusle“ (RUPA). V době První republiky rozšířil výrobu do Modřan u Prahy (RUPA - Orion).

### 1918–1945

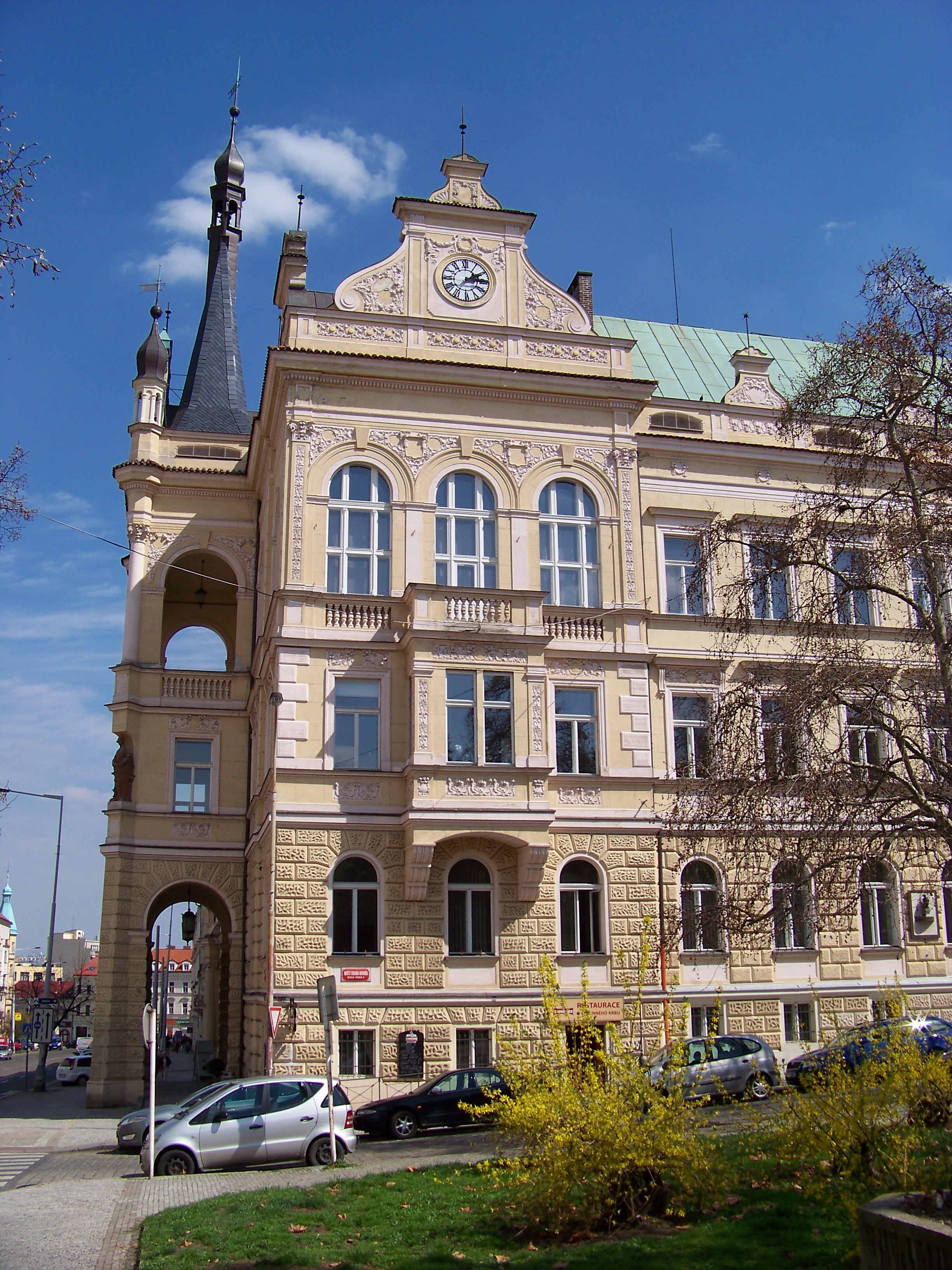
Nuselská radnice

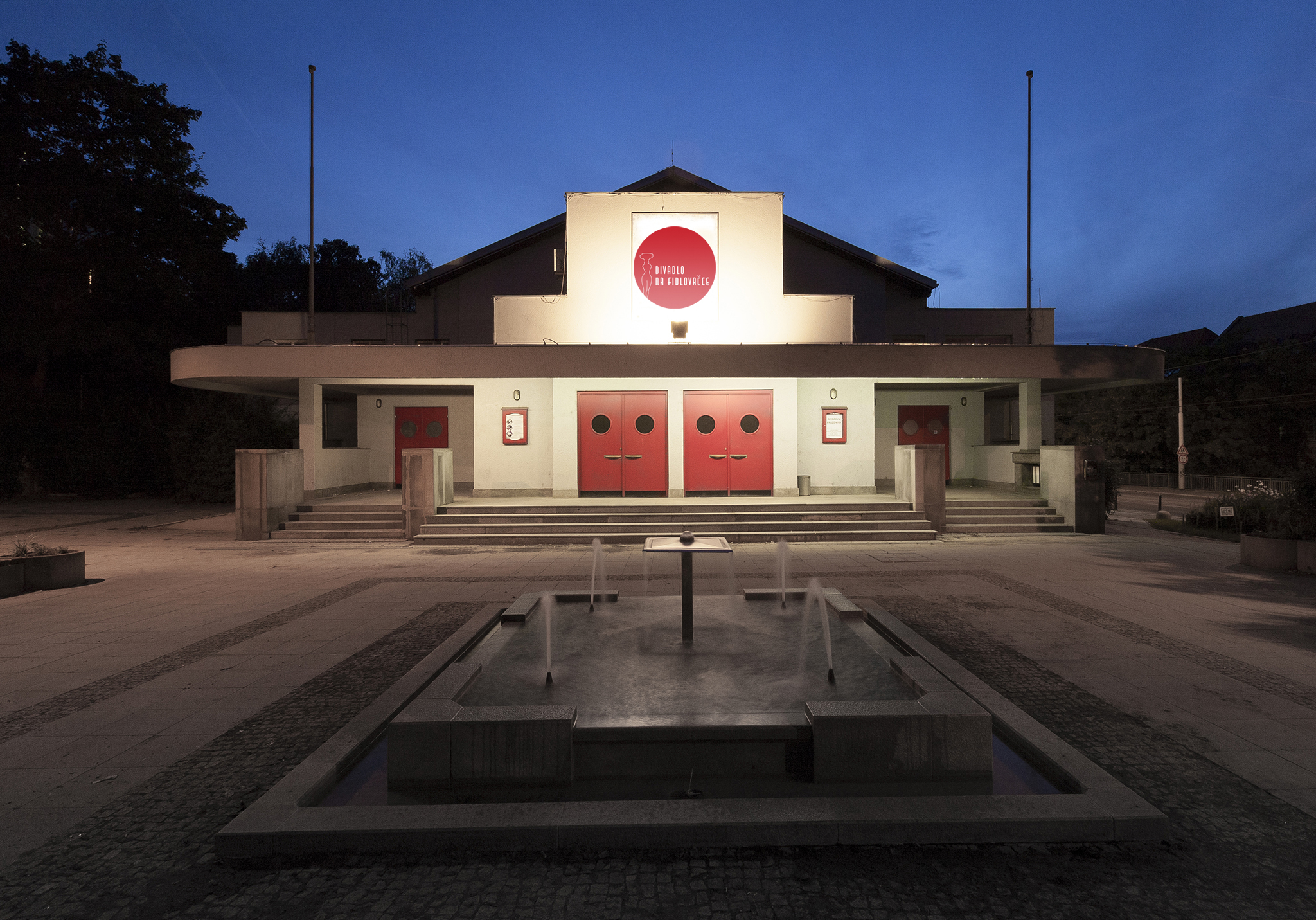
Divadlo Na Fidlovačce

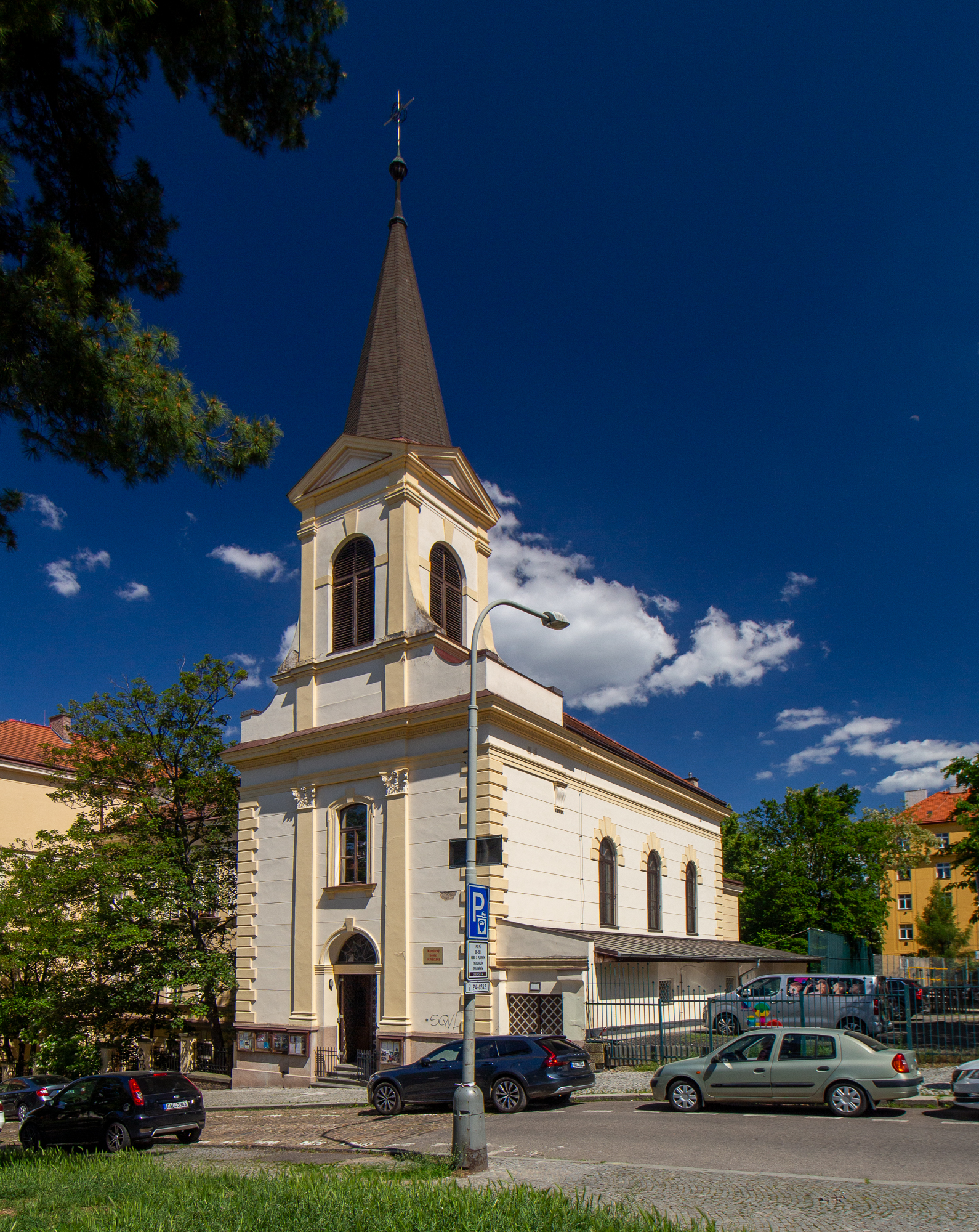
Nuselský kostel sv. Václava

### Období první republiky
Za první republiky byly Nusle 1. ledna 1922 připojeny k Velké Praze. Výstavba se přesunula na jižní část Nuslí (Pankrác) a za nádraží do Vršovic (v oblasti současné Ukrajinské ulice). V Táborské ulici byla však postavena řada moderních šestipodlažních domů s rozlehlými balkony a zimními zahradami, v nichž bydlel herec Martin Růžek (Nusle čp. 63, 65 a 66). Pamětní deska na domě čp. 65 připomíná, že tam v květnu 1945 padl při obraně třetí nuselské barikády Břetislav Jelínek. V okolí ulic Nad Nuslemi, Pod Vilami a Na Květnici vznikla vilová čtvrť. Tam byla rovněž v ulici Nad Nuslemi postavena funkcionalistická vila, v níž prožil se svou rodinou podstatnou část svého života český herec Rudolf Hrušínský. V roce 1920 zde bylo postaveno Františkem Šambergem známé Tylovo divadlo (vlastním nákladem jeho prvního ředitele Stanislava Langera; řadu let Hudební divadlo v Nuslích, 1948–1963 a znovu od 1998 divadlo Na Fidlovačce) a v budově staré pošty hrál po kinu Ponrepo nejstarší pražský biograf „kino Bouček“ (Nusle čp. 594). Kostel svatého Václava vznikl na konci 19. století, Nuselská radnice v roce 1908 a nová Nuselská sokolovna byla vystavěna do roku 1925 s tehdy největší kuželkářskou (později bowling) dráhou v Praze. Jako sokolník nové Nuselské sokolovny působil tehdy náš první olympijský vítěz na LOH 1924 v Paříži gymnasta Bedřich Šupčík. Ve staré Nuselské sokolovně byl v témže roce zřízen Husův sbor s barevnými vitrážemi do Táborské ulice. Jednotlivá okna mají původní nápisy „Hus“, „Komenský“, „Masaryk“. Mezi ulicemi Křesomyslova, Závišova a Boleslavova byl tehdy vystavěn stále stojící rozsáhlý komplex budov „Reformní školy Ladislava Hanuse“ sloužící později nejen jako obecná škola, ale i gymnázium. O spolkový život v Nuslích se s církvemi, Sokoly, Skauty a sportovními kluby (SK Nusle, Nuselský SK, SK Viktoria Nusle, Olympie Nusle, Union Nusle) staraly rovněž dvě veleobce baráčnické „Vitoraz“ a „Na Čekanici“, pořádající společenské akce obvykle v nuselské pivovarské zahradě. Kromě řady školních honosných budov (např. komplexu budov reformních škol mezi ulicemi Křesomyslovou, Závišovou a Boleslavovou z roku 1925, známých z filmu Zdeňka Svěráka Vratné láhve a „Ruského gymnázia“ v ulici Prvního listopadu, od 1978 Pátého května), budovy vrchního soudu a vozovny, byl do druhé světové války Na Paloučku ještě zbudován moderní evangelický kostel a tehdy luxusní restaurace, která se udržela v provozu. Téměř novou, moderní stejnojmennou restauraci využil při návštěvě Nuslí i prezident Masaryk.
Byly také upraveny nuselské parky u divadla, u Nuselské radnice, na Jezerce, v Nuselském údolí (na Folimance a pod hradbami Vyšehradu v Zábojově a Lumírově ulici, s opravou tunelu pro pěší mezi Nuslemi a Podolím), před kostelem sv. Václava a sv. Pankráce.

### Památník obětem první světové války
Pomník obětem první světové války byl postaven před kostelem sv. Pankráce a věnován obětem války z Nuslí. Na vysokém kamenném pylonu se nachází koule představující zeměkouli a na ní mohutný bronzový orel před vzletem. Autorem pomníku je sochař a medailér Josef Sláma, kamenické práce provedl J. Gabriel. Na čtyřhranném pylonu je vytesáno 147 jmen těch nuselských občanů, kteří ve válce zahynuli. Modelem pro orla byl živý orel Fanouš, kterého přivezli naši legionáři z Ruska. Pomník byl slavnostně odhalen roku 1925. Památník československých legionářů a zejména Zborovské bitvy z téže doby s prstí z legionářských bojišť na tehdejším náměstí Československých legionářů (od 1998 náměstí Generála Kutlvašra) pod Nuselskou sokolovnou, v padesátých letech zhanobený, se v tehdejší (původní) podobě nezachoval. Od roku 1997 je na tomto místě Památník tří odbojů.

### Období protektorátu

#### Odboj a Nusle
- V rohovém domě v Čiklově ulici 1237/17 bydlel Václav Alois Čikl, duchovní správce pravoslavného chrámu sv. Cyrila a Metoděje. On sám byl popraven v Kobylisích 4. září 1942, v Mauthausenu skončil život jeho manželky Marie.
- Dne 13. května 1941 byl v přestřelce zraněný Josef Mašín zajat gestapáckou přesilou v ulici Pod Terebkou (nyní Čiklova 19) v Praze-Nuslích, když kryl krkolomný útěk svých druhů Václava Morávka a Františka Peltána po uzemňovacím lanku vysílačky z okna jednoho z místních bytů, odkud se ten den vysílalo do Londýna.
- V domě v Čiklově ulici 7 (od roku 1940 do roku 1945 Hemina) působil za druhé světové války radiotelegrafista Obrany národa Otakar Batlička, který byl popraven v roce 1942.
- Do odboje se aktivně zapojili i policisté z policejní stanice ve Svatoslavově ulici.
- V době Pražského povstání stály v Nuslích dvě velké barikády většinou z dlažebních kostek a vozů tramvají, přehrazující Nuselskou ulici proti Národnímu domu a Táborskou ulici proti Nuselské radnici.

#### Mons. Tylínek
- V kostele sv. Václava a na tehdejším II. pražském a nuselském katolickém vikariátu působil dlouhou dobu páter msgre. Mons. Alois Tylínek, osobní arciděkan, papežský komoří, vězeň několika koncentračních táborů.[p 1] Až do roku 1948 byl poslancem. Za první Československé republiky zastával rovněž významnou funkci náměstka primátora hlavního města Prahy dr. Karla Baxy. V roce 1962 kostel svatého Václava po úmyslném zapálení vyhořel. Na jeho obnovu organizovanou Mons. Tylínkem se tehdy složili nuselští občané, zejména operní zpěvačka Marta Krásová. Shořel i hlavní oltář a křížová cesta, která byla poté zapůjčena z kostela sv. Pankráce, který je k farnímu kostelu sv. Václava filiálním. Nuselská katolická farnost patří třetímu pražskému vikariátu.

- Byl vypracován i projekt nového katolického chrámu. Kostel Panny Marie Lassaletské v Nuslích podle projektu z roku 1947, který vypracoval Jaroslav Čermák (architekt), nemohl být již po roce 1948 realizován.

### 1945–1989

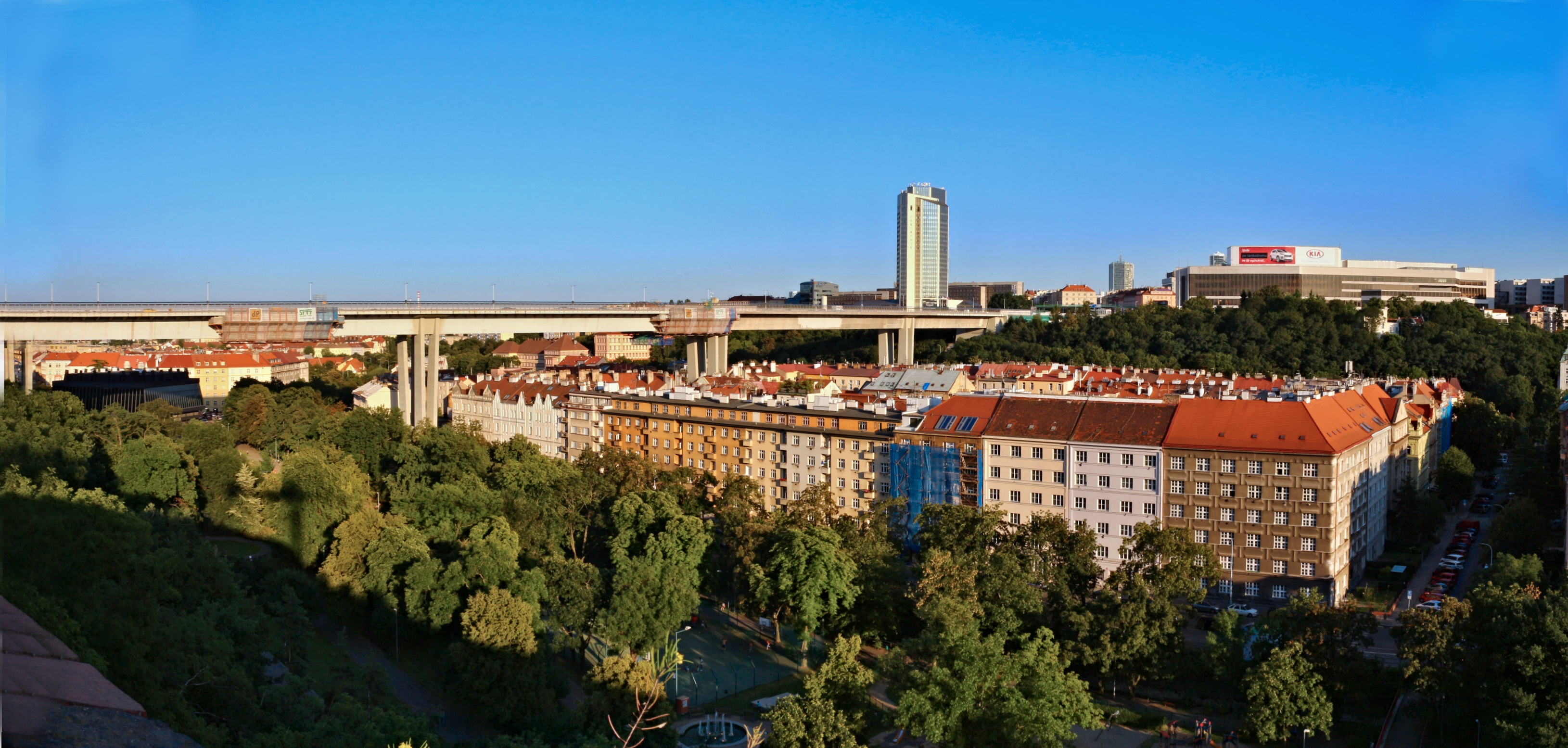
Nuselský most nad Nuselským údolím

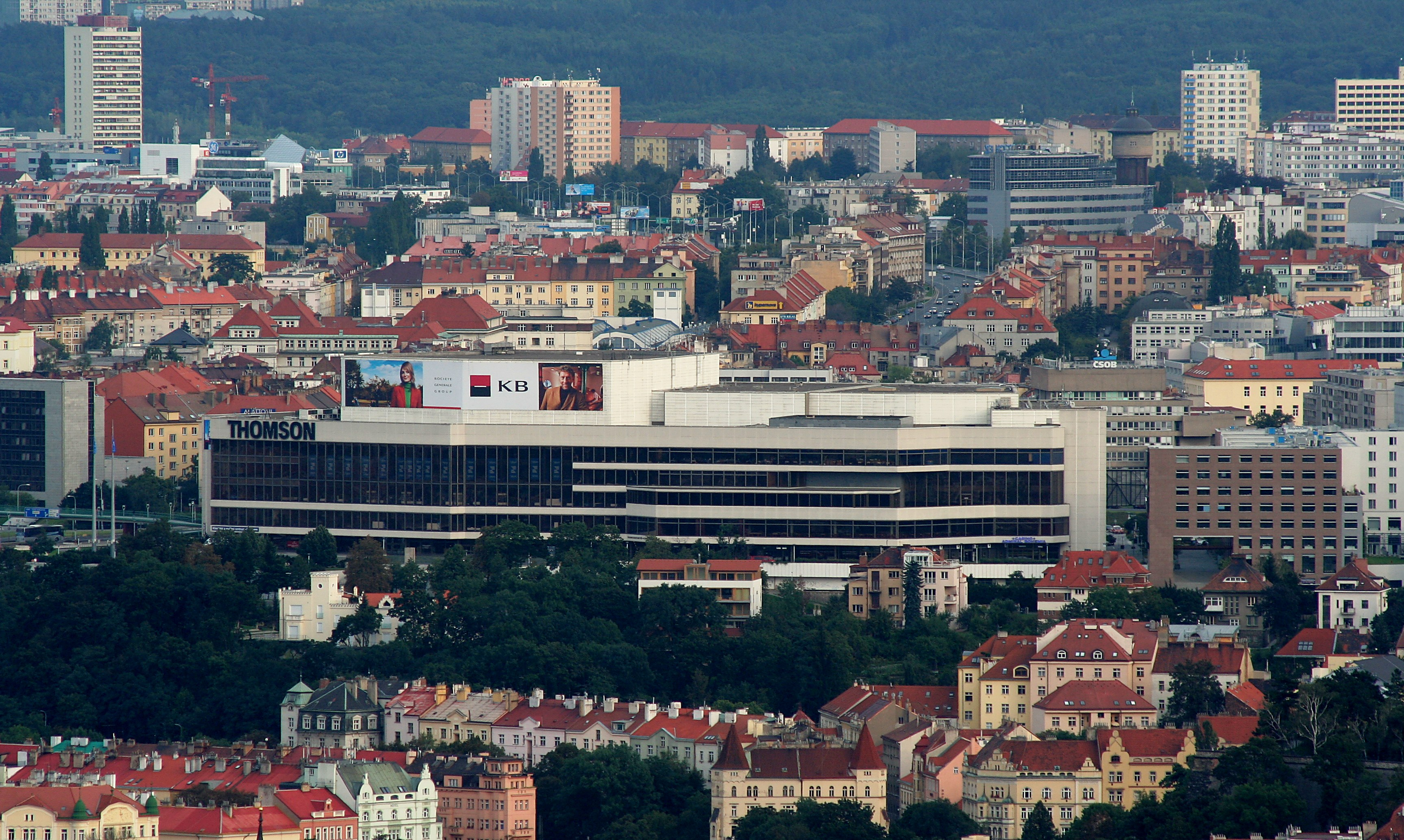
Někdejší Palác kultury, od 1995 Kongresové centrum

Po druhé světové válce začaly Nusle chátrat. V první polovině šedesátých let byla zbourána většina domků starých Nuslí. Prakticky zanikla Božetěchova ulice i s domy se zajímavými dřevěnými pavlačemi v místě dnešní budovy Hydroprojektu, vedoucí kolem školních hřišť a spojující Boleslavovu ulici s dnešním Náměstím Generála Kutlvašra. Zůstal stát jediný zděný dvojpodlažní dům se zajímavou soškou Panny Marie v nice na severním průčelí (Nusle čp. 57, na přelomu tisíciletí komplexně rekonstruovaný se zachováním dvou kamenných rožmberských růží na severní fasádě), obklopený vzrostlými javory a lipami, ulice byla zaslepena napříč postavenými novými domy v šedesátých letech 20. století. Byl zachován pouze průchod pro pěší nově postavenými sedmipodlažními domy, přístupný ze severu po schodištích. Zbourány byly i pavlačové domy na křižovatce s Boleslavovou ulicí u dětského školního hřiště, nahrazené později (1967) cihlovými novostavbami. Protější řada jednoduše kubistických domů v Boleslavově ulici (tehdy s kinem Morava, dnes Komorní Fidlovačka) byla zachována i se sousedními domy (Nusle čp. 53, se dvěma arkýři a pískovcovou sochou Madony s Ježíškem, Nusle čp. 474 s výraznou pseudogotickou fasádou a „gotickým“ arkýřovým balkonem) ze druhé poloviny 19. století a secesními domy až k náměstí. O podstatnou část zástavby přišla i krátká Ctiborova ulice nad nuselským divadlem. Úplně zanikla paralelní ulice Kosmasova (Kosmova) a ortogonální Jarošova. Spojením s Lumírovou ulicí zanikla ulice Zábojova v Nuselském údolí, plná pětipodlažních secesních domů. Teprve v roce 1968 se začalo s opravami fasád secesních domů a také nuselské neorenesanční radnice.

#### Nová výstavba 1945–1989
V šedesátých letech byly v Nuslích postaveny dvě nové školní budovy (Na Jezerce v ulici Sdružení a na Vítězné Pláni s hřišti na uměle nasypaném kopci), později byla zasypána část ulice Lounských, vedoucí z Pláně již zaniklou (zasypanou) zahrádkářskou kolonií pod Nuselský most do Nuselského údolí.
Roku 1974 přemostil Nuselské údolí železobetonový Nuselský most (od roku 1975 do roku 1990 Most Klementa Gottwalda, předtím pracovní název mostu i stanice metra Nuselský most), který část čtvrti zastiňuje svojí mohutností. Na nuselské straně mostu byl postaven hotel Forum (Corinthia Hotel Prague, Grand Hotel Prague Towers) a Palác kultury (na někdejším stadionku SK Nusle), dnes Kongresové centrum Praha (Nusle čp. 1640).

#### Nusle a invaze 1968
V úterý 20. srpna 1968 vedl přes Nusle a Vinohrady těsně nad vilou Osvěta a Nuselskými schody přeletový invazní koridor letadel AN 12, vezoucích okupační tanky sovětské armády na letiště Ruzyně. Záhy byly obsazeny všechny pražské vltavské mosty a dokonce i most přes Botič. Minomety okupační armády byly umístěny v nově budovaném podjezdu v Otakarově ulici a na staveništi až k nádraží, nazítří, ve středu, tanky obsadily náměstí a svými pásy zničily nově vybudované přechody pro chodce. Podobný scénář se opakoval i 20. srpna 1969, tehdy již s tanky československé armády, které tudy jen projížděly k „nepokojům“ na Vinohradech a centru města. V pozdních večerních hodinách se přes Nusle zase vracely na jih neb Nuselský most ještě nebyl v provozu (opět zde došlo k poškození vozovek, nově vybudovaných v roce 1968).

#### Československá televize a animovaný film v Nuslích
V budově bývalé zemědělské usedlosti Jezerka, přestavěná v 70. letech 20. století na studio Československé televize. Odsud začalo od roku 1971 nepravidelné, od 9. května 1973 první pravidelné barevné vysílání. V sedmdesátých letech zde TV měla zpravodajská studia, od roku 1975 se odsud vysílal pořad Vysílá studio Jezerka a během sametové revoluce se tu v pronajatých studiích vystřídalo více než 60 zpravodajských štábů z celého světa. Divadlo provozuje od roku 2004 Divadelní společnost Jana Hrušínského, rodina též vlastní v ulici Nad Nuslemi svou rodovou vilu.
Od roku 1958 se v budově, bývalém sochařském atelieru bratří Nováků v Čiklově ulici začaly natáčet animované filmy. Vzniklo zde studio, kde pod vedením Břetislava Pojara vznikla celá řada známých loutkových filmů (Pojďte pane, budeme si hrát atd.) Studio patřilo pod Krátký film Praha a natáčeli zde i režiséři J. Kluge, L. Beneš (Pat a Mat) a mnoho dalších. Ateliér se stal i místem setkávání různých uměleckých osobností (Z. Seydel, Kamil Lhoták, M. Štěpánek atd.). V roce 1983 přešla výroba loutkových filmů do nových budov na Barrandově.

## Současnost

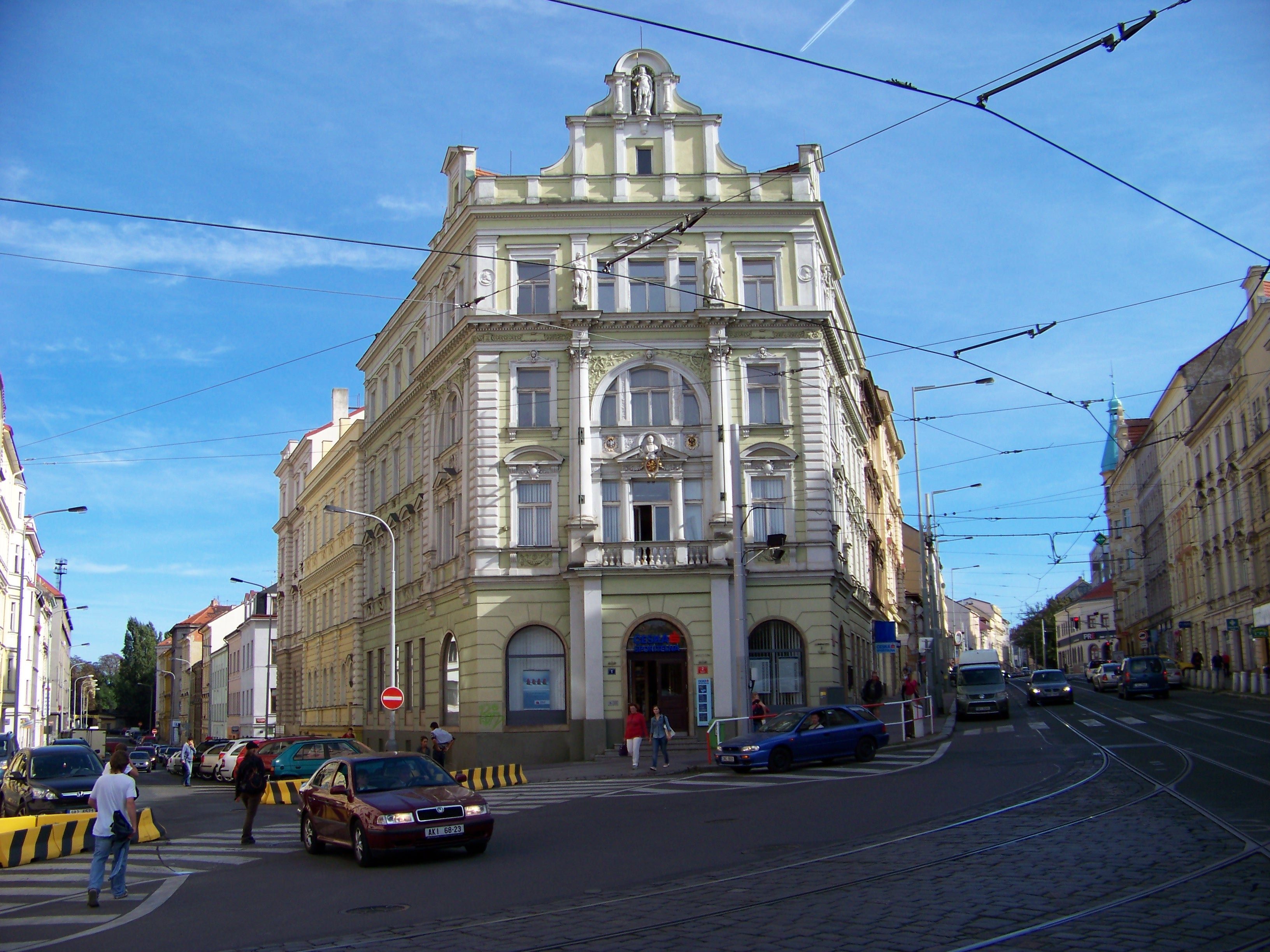
Národní dům z náměstí Bratří Synků na nároží ulic Nuselská (vpravo) a Čestmírova

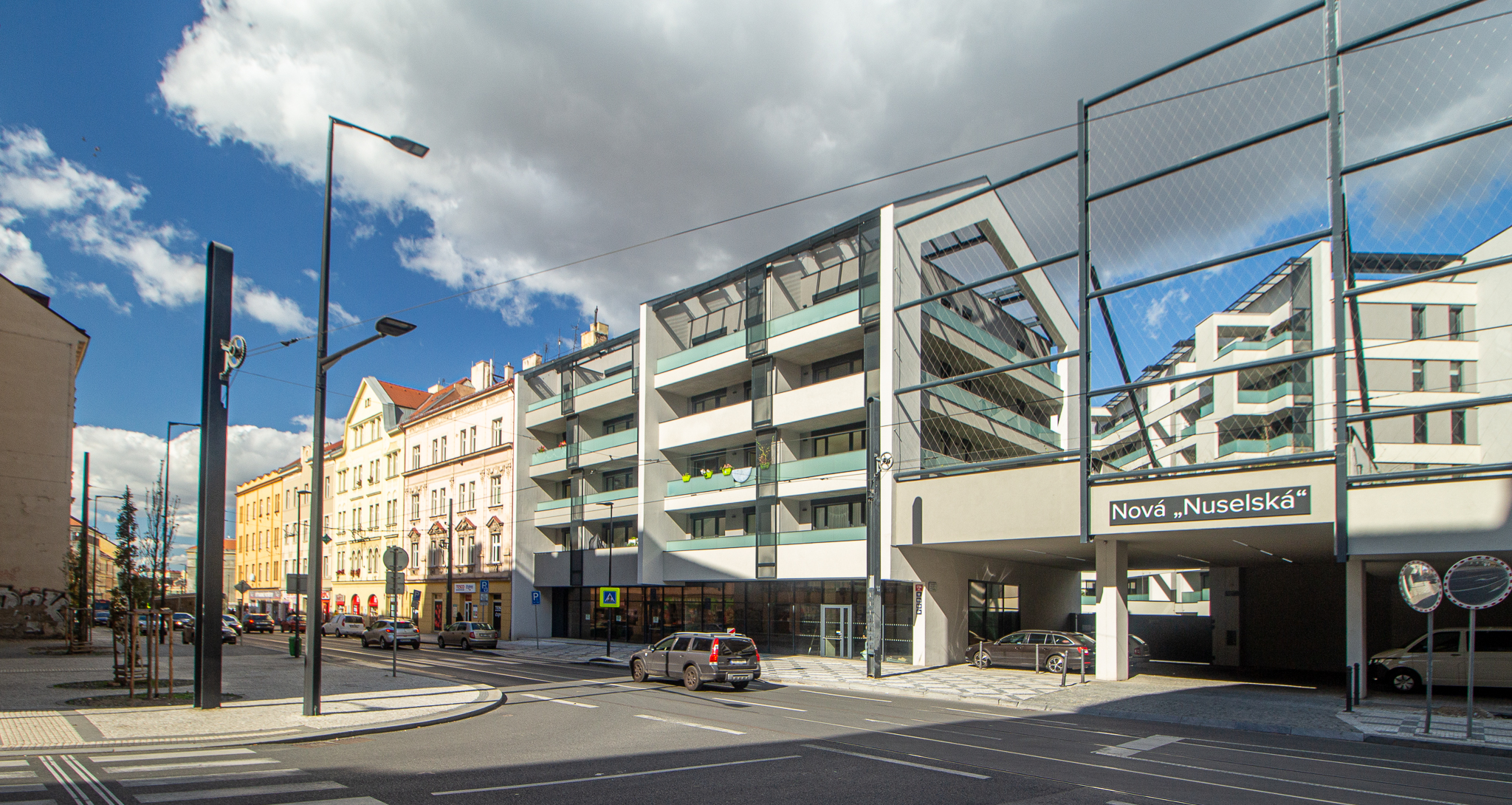
Nuselská ulice s bytovým komplexem "Nová Nuselská" v místě bývalé Nuselské mlékárny

Nusle mají více než 1700 popisných čísel. Ze šesti „prvorepublikových“ nuselských kin nehraje již ani jediné, poslední dvě v dolních Nuslích byla v devadesátých letech 20. století využita jinak. Původní Světovid (později Morava) v Boleslavově ulici byl využit pro „Komorní Fidlovačku“ a kino „Rokoko“ (později Tatra) vedle radnice v Táborské bylo přestavěno na „Expres samoobslužnou prodejnu Tesco“ (Nusle čp. 619). Obě kina hrála již po první světové válce v době němého filmu, kdy hudbu zajišťovali zejména mladí houslisté z nuselských škol.
V historickém sále někdejšího nejstaršího pražského kina „Bouček“ v budově pošty (Nusle čp. 594) bylo v roce 2012 zřízeno nové nuselské Divadlo bez hranic.
V bývalém podniku Mira-Pletařské závody Karla Havlíčka Borovského (Vlastislavova 11a) byl otevřen nový „Bowling v továrně“ a zábavní klub, a v blízkém domě z roku 1930 Hotel Mira (Nusle, Vlastislavova 7). V secesních domech na nároží Rostislavovy a Mojmírovy ulice byl zprovozněn Hotel Gallerry SIS. Po roce 2000 vznikl rekonstrukcí jednoho z objektů občanské vybavenosti sídliště Pankrác II. (Nusle čp. 1597) v ulici Na Pankráci nový "Hotel Pankrác". V sousedním objektu (Nusle čp. 1598) byl otevřen „Fitness and Wellness Euforie“.
Koncem března 2022 byl po větší rekonstrukci znovu otevřen klub pro seniory „Cibule“, který sídlí v domě s pečovatelskou službou v ulici Marie Cibulkové (Nusle čp. 626, orientační č. 4).
Byla zbourána Nuselská mlékárna a nahrazena novým rezidenčním centrem Nová Nuselská; revitalizací s rezidenční výstavbou prochází rovněž Nuselský pivovar.

## Doprava

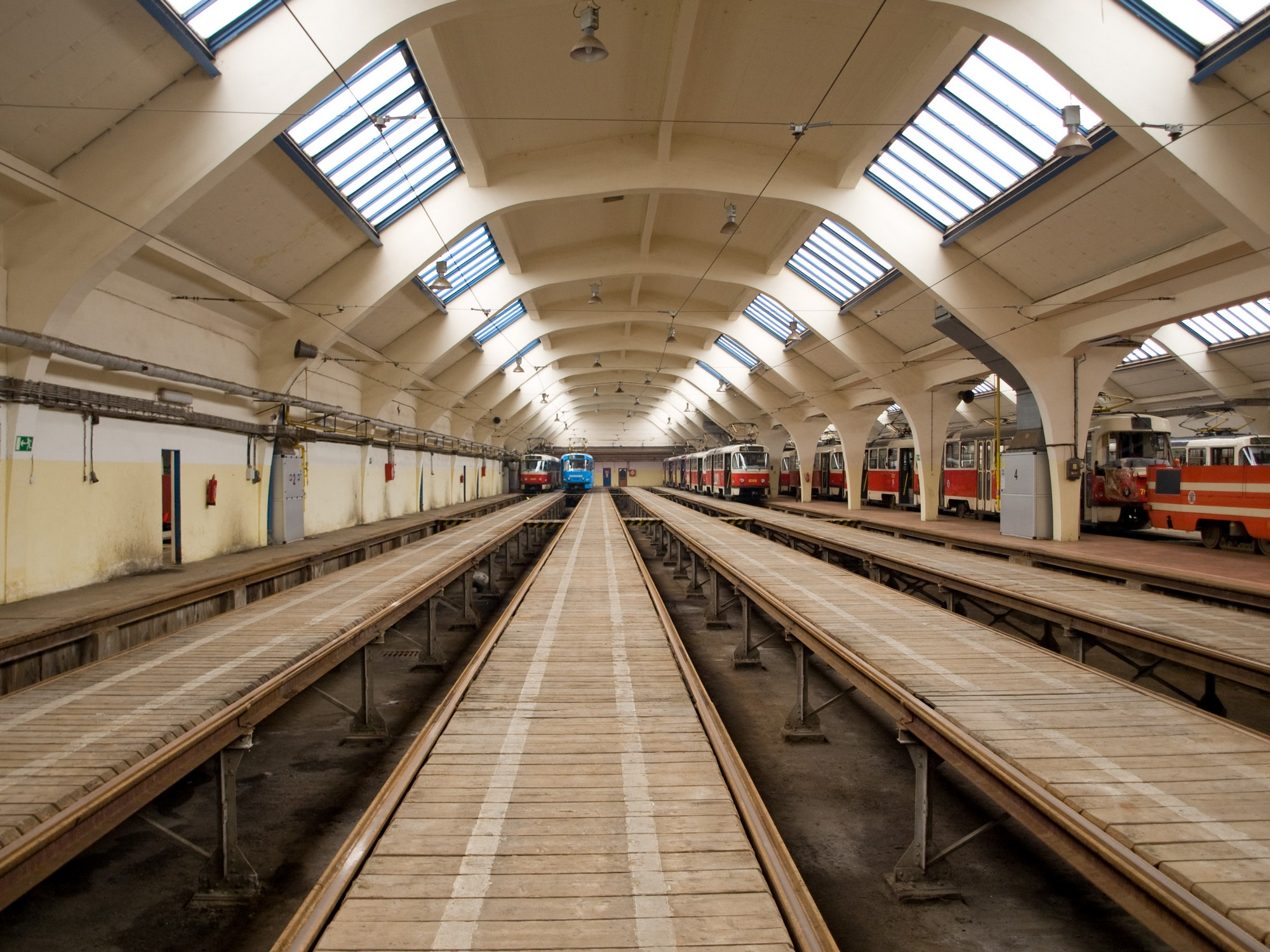
Vozovna Pankrác

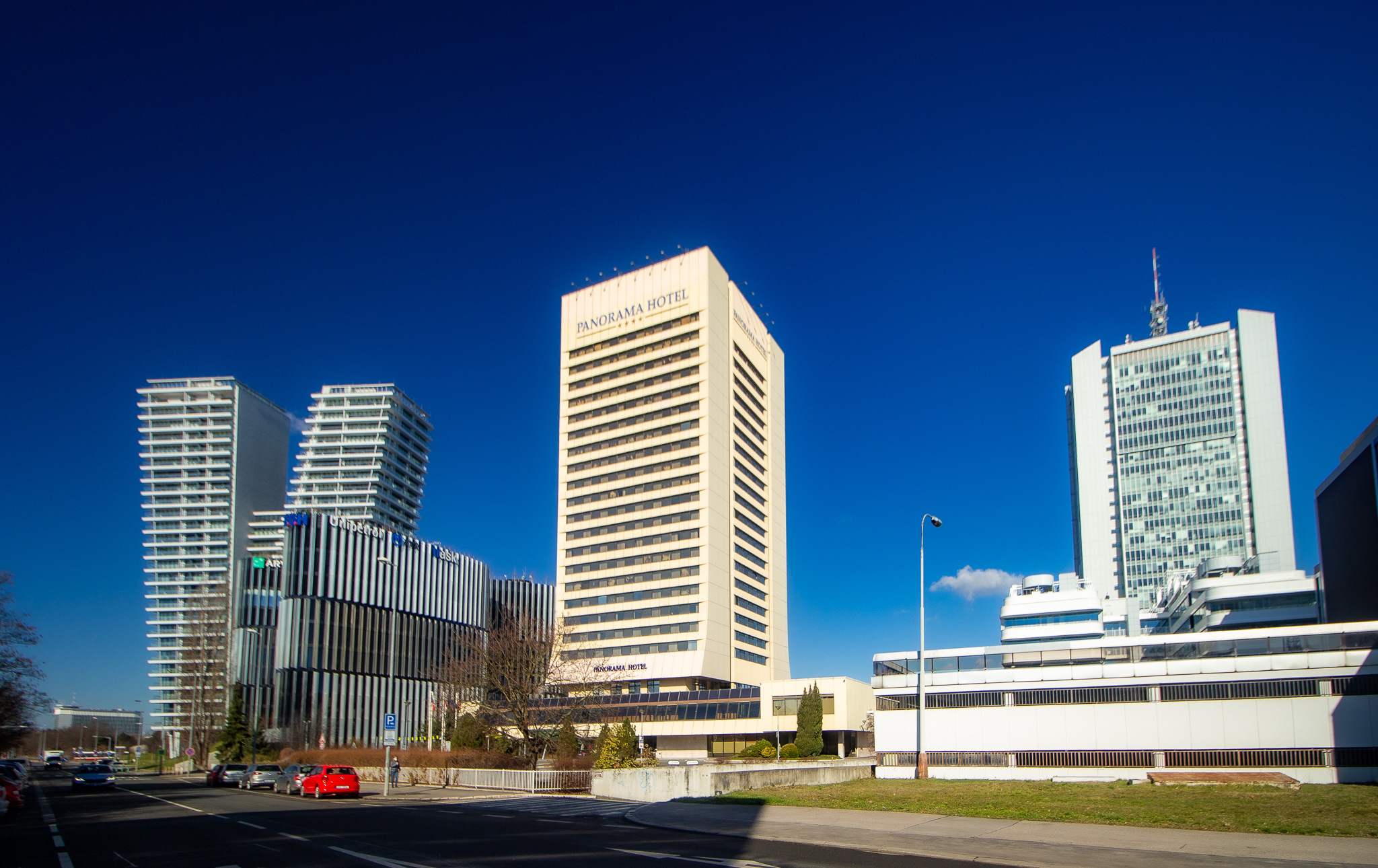
Pankrácká pláň s budovami Panorama Hotel Prague (uprostřed), City Tower (vpravo), v pozadí vlevo výškový dům V Tower a vpředu Main Point Pankrác

### MHD
Nusle jsou důležitou dopravní křižovatkou. Protíná je nejstarší trasa pražského metra C se třemi stanicemi Vyšehrad, Pražského povstání a Pankrác. V Nuslích je zavedena relativně hustá tramvajová síť, jejímž středobodem jsou zastávky Otakarova a náměstí Bratří Synků. Tramvaje jezdí z Nuslí na Pankrác (18, 19), do centra (6, 18, 24, 11, 14), na Výtoň (7) i do Vršovic (7, 19, 24) a Michle (6, 11, 14). A nově také linka 19, od června 2021, která se do Nuslí dostane tentokrát přes Vršovice a po společné trase s linkou 18 kolem Nuselské radnice do stanice Hvězdova u metra C "Pankrác". Nová je stanice Kotorská, společná pro tramvaje 18, 19 i autobus 193, pojmenovaná podle blízké nuselské ulice v sídlišti Pankrác II. Linka 19 se poprvé v ulicích Prahy objevila 29. července 1923, kdy jezdila z Libně kolem Prašné brány, přes Václavské a Tylovo náměstí, kolem Nuselských schodů na tehdejší Riegrovo náměstí (dnes bří Synků) do Nuslí, kde končila. Autobusové spojení zajišťují dvě linky, číslo 188 ve směru do Michle, a číslo 193 na Pankrác a z ulice Kloboučnické (139) na Kačerov a na Dvorce (124). Od roku 2022, kdy byla linka 124 zkrácena na Zelený Pruh, zajišťuje spojení do Dvorců přes branickou Dobešku, Kavčí Hory a Náměstí Hrdinů nová linka 134. V budoucnu se počítá se zavedením nové trasy metra D, která spojí Nusle s Vinohrady a Krčí.

### Železnice
Přímo u centrální části Nuslí se nachází nádraží Praha-Vršovice, které se původně (od zprovoznění dráhy císaře Františka Josefa v roce 1880) jmenovalo Nusle, od roku 1912 Nusle-Vršovice, po připojení k Praze roku 1921 Praha-Nusle, od roku 1941 Nusl-Verschowitz a po válce Praha-Vršovice. K plánovanému prodloužení podchodu již za první republiky až do Nuslí (Čestmírovy ulice) došlo až v roce 2021 na malé náměstíčko v nuselské Bartoškově ulici, poblíž ulic Pernštejnských, Rostislavovy a Mojmírovy. Od roku 1882 bylo toto nádraží též výchozím bodem lokální dráhy Nusle – Modřany (elektrifikované Františkem Křižíkem, akumulátorové motoráky s dobíjením v Nuslích a Modřanech), později prodloužené do Posázaví. Již za první republiky tam bylo ve směru na Tábor budováno rozsáhlé „seřaďovací nádraží“, po druhé světové válce rozšířené od Nuslí podél celých Vršovic až do Strašnic. V současné době již není potřebné a bylo zrušeno. Čeká na postupnou revitalizaci rozsáhlých kolejišť. Vznikla zde též výtopna Nusle pod Bohdalcem, která je funkční jako lokomotivní depo, které již neslouží pro parní lokomotivy.
Další nádraží, Praha-Vyšehrad, se nalézá u dolního konce Nuselského údolí na Pražské spojovací dráze mezi hlavním a smíchovským nádražím, zřízené roku 1872. V letech 1888–1960 sloužilo toto nádraží i pro nástup a výstup cestujících. Ačkoliv spadá do katastrálního území Vyšehrad, sloužilo též přilehlým oblastem Nuslí a Nového Města. Cca v letech 1888–1939 zde bývala, pod dnešním Nuselským mostem a letohrádkem Bělka – Bučanka, ještě železniční zastávka Nusle, jejíž zbytky sochařské výzdoby jsou dodnes patrné.
Tratě od hlavního nádraží Vinohradským tunelem kolem Nuselských schodů, od Smíchova přes Vyšehradský železniční most přes Vltavu a od nádraží Praha-Vršovice (do něhož z druhé strany ústí jak trať od Benešova, tak trať od Modřan) jsou vzájemně propojené všemi směry, takže ulice v dolních Nuslích jsou překlenuty několika železničními viadukty. Jeden z nich, poblíž Nuselského pivovaru, dostal při bombardování v roce 1945 přímý zásah do prostřední části příhradového oblouku.

### Automobilová doprava
Nusle jsou pro automobilisty významné především díky severojižní magistrále, která přivádí automobily z centra Prahy po Nuselském mostu a dále přes Náměstí Hrdinů na pankráckou pláň. Stále však existuje hustá doprava v údolí, která má svůj hlavní uzel na křižovatce Bělehradské ulice s Otakarovou ulicí. Hlavní směr dopravy vede od Výtoně přes Ostrčilovo náměstí kolem Divadla Na Fidlovačce, historického Nuselského pivovaru, přes Otakarovu ulici do Vršovic a z Vinohrad přes náměstí Bratří Synků, hlavní Nuselskou ulicí a Táborskou kolem Nuselské radnice přes Palouček na Pankrác. Na Paloučku odbočuje z Táborské ulice automobilovým provozem rušná ulice Petra Rezka v níž prožil (v nuselském domě č. 3) značnou část svého života dětský herec Tomáš Holý.
Velmi rušná je obchodní Nuselská ulice, táhnoucí se od náměstí, kolem bývalé Nuselské mlékárny, zbourané v roce 2019, a Tyršova vrchu až do Michle. V době první republiky, kdy ulicí již jezdily tramvaje, tam byly, kromě Nuselské mlékárny postaveny i dva obchodní domy „firmy Baťa“ (Nuselská 17) a „Nuba“, jejichž budovy stojí dosud. Spolu s řadou domů z 19. století, které nahradily osmipatrové paneláky (s průběžnou řadou obchodů v přízemí) byla však roku 1957 zbořena i Nuselská pasáž známé obchodní oděvní firmy „U Richtrů“; na jejím místě se nachází malá Nuselská tržnice a parkoviště. Další Nuselská tržnice, zaměřená na potraviny a zeleninu, se nalézá již v méně rušné blízké Čestmírově ulici (v ulici na domě č.18, Nusle čp. 266, se nalézá též busta Jiřího Schelingera, odhalená 6. března 2011 k 60. výročí jeho narození na domě, kde zpěvák prožil více než polovinu svého života).

## Významné objekty a prostranství
- Kostel svatého Pankráce, Nusle-Pankrác; má v základech románskou rotundu sv. Pankráce z 12. století
- Bělehradská ulice
- Corinthia Hotel Prague
- Evangelický kostel (Nusle)
- Gymnázium Na Vítězné pláni
- Kaple svaté Rodiny (Praha)
- Náměstí Bratří Synků
- Náměstí Generála Kutlvašra
- Náměstí Hrdinů
- Pražského povstání (stanice metra)
- Pankrácké náměstí
- Pankrác (stanice metra)
- Nuselská radnice
- Nuselská třída
- Nuselský pivovar
- Nuselský mlýn
- Nuselský most
- Nuselské schody
- Nuselské údolí
- Nuselská sokolovna
- Nuselská poliklinika
- Nuselská mlékárna
- Ostrčilovo náměstí
- Hotel Union Prague
- Kavčí hory
- Kongresové centrum Praha
- Divadlo Na Fidlovačce
- Divadlo Bez Hranic
- Divadlo Na Jezerce
- Fidlovačka (park)
- Park Jezerka
- Park u radnice
- farní kostel sv. Václava
- hřbitov Nusle s kaplí Panny Marie
- Umělecká zahrada v Nuslích
- Vyšehrad (stanice metra)
- Vrchní soud v Praze
- Platan javorolistý v parku Jezerka

## Fotogalerie

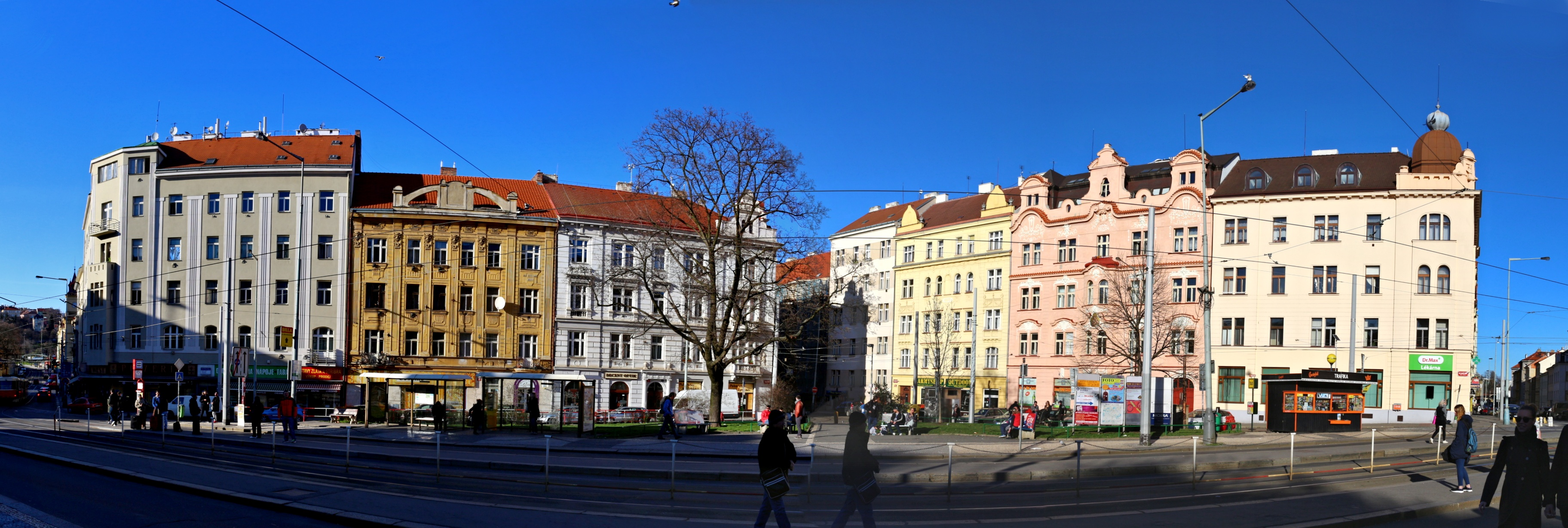
Náměstí Bratří Synků od Nuselské ulice
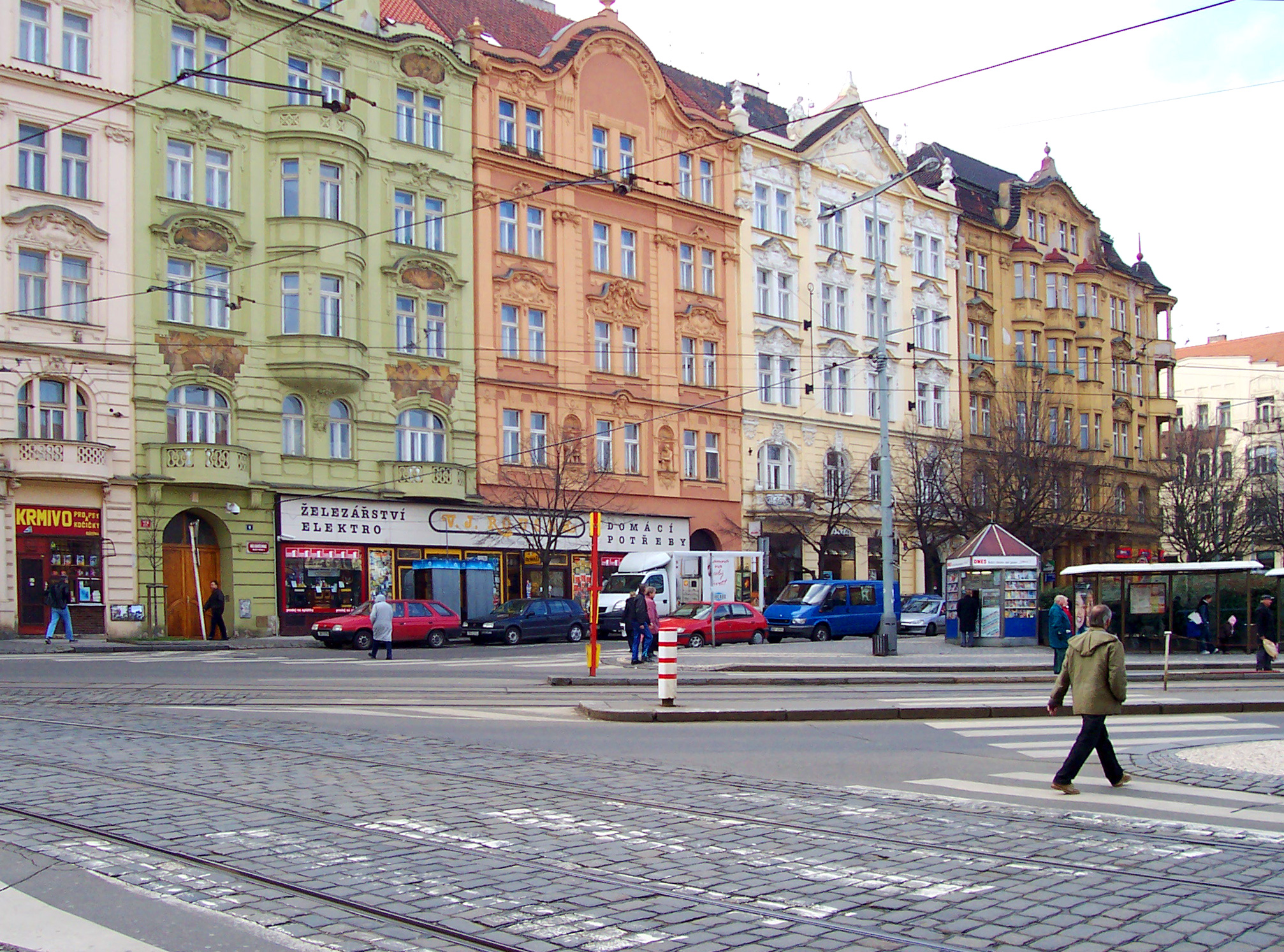
Jižní část náměstí Bratří Synků s železářstvím V. J. Rousek
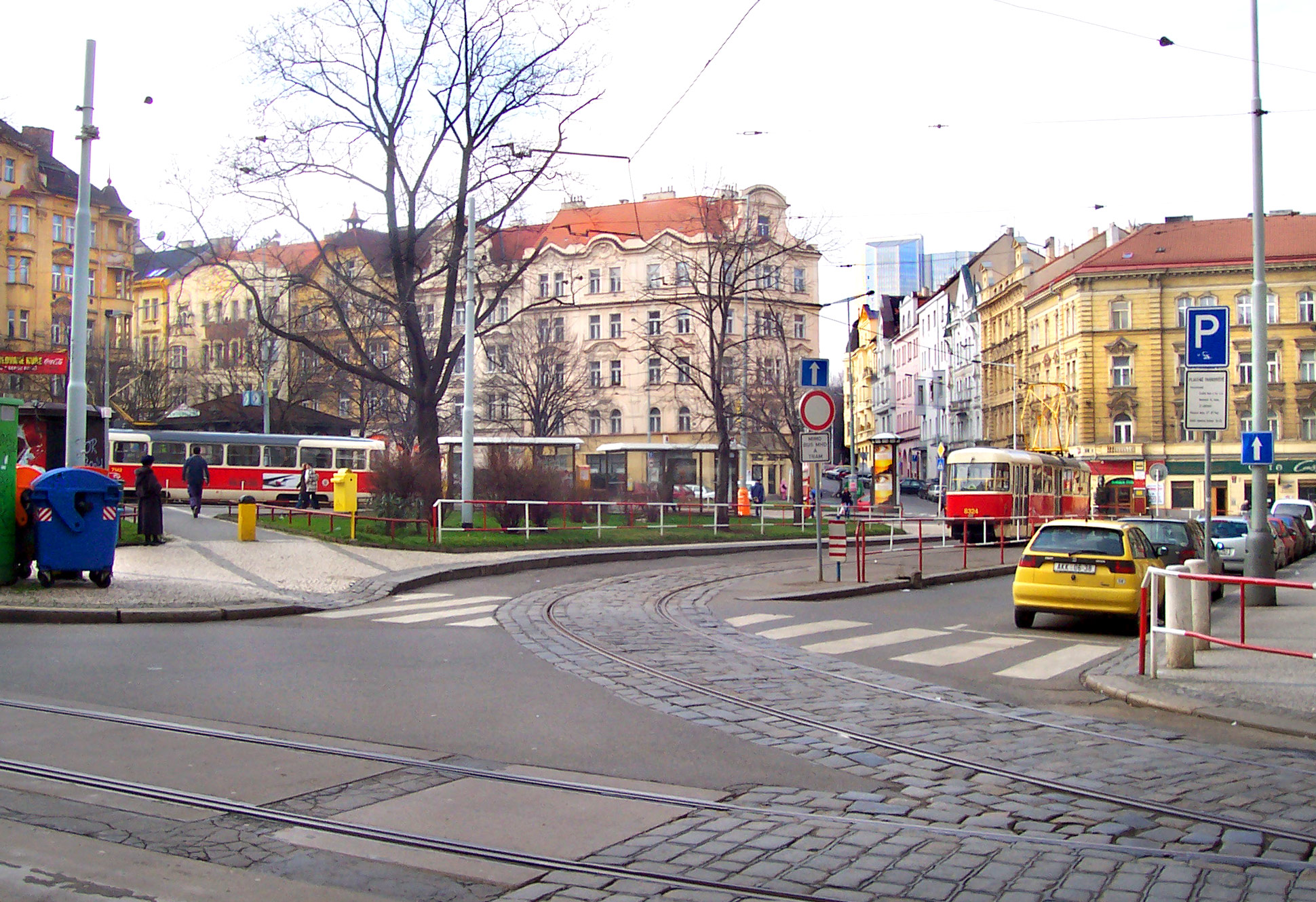
Náměstí Bratří Synků od ulice Na Zámecké
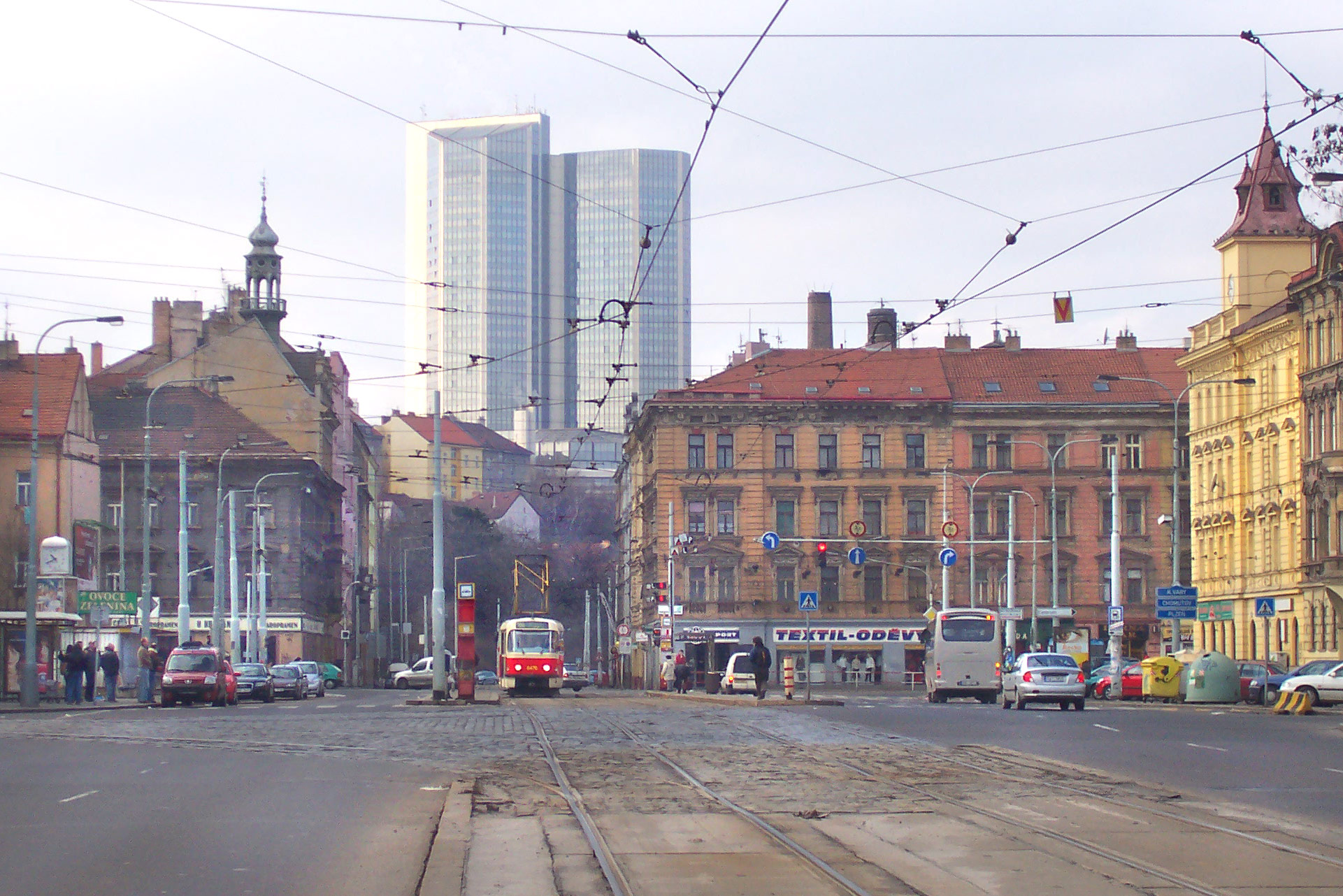
Křižovatka Otakarova
Nuselské údolí od Corinthia hotel Praha.
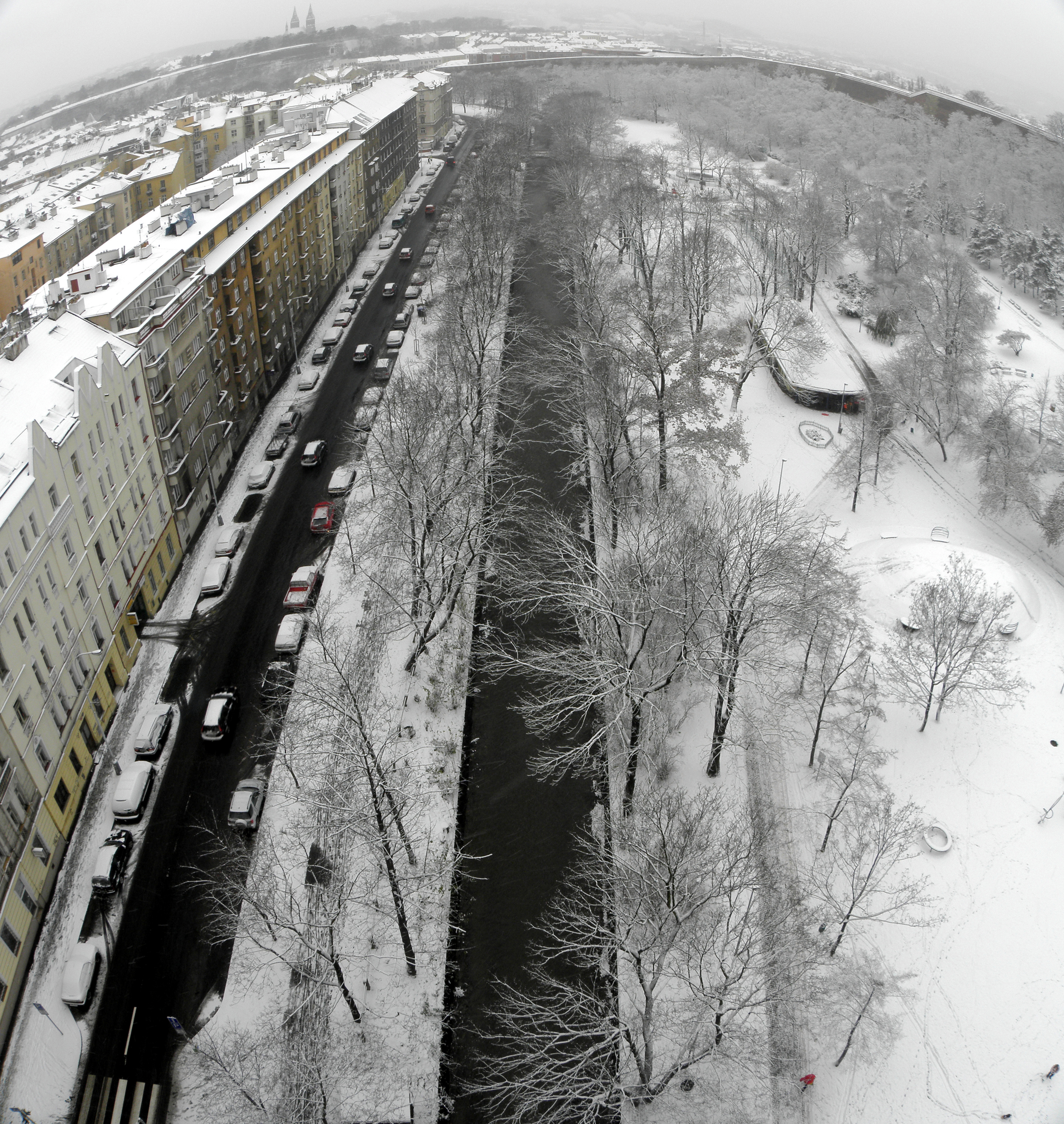
Pohled na Botič, Folimanku a ulici Sekaninova z Nuselského mostu.
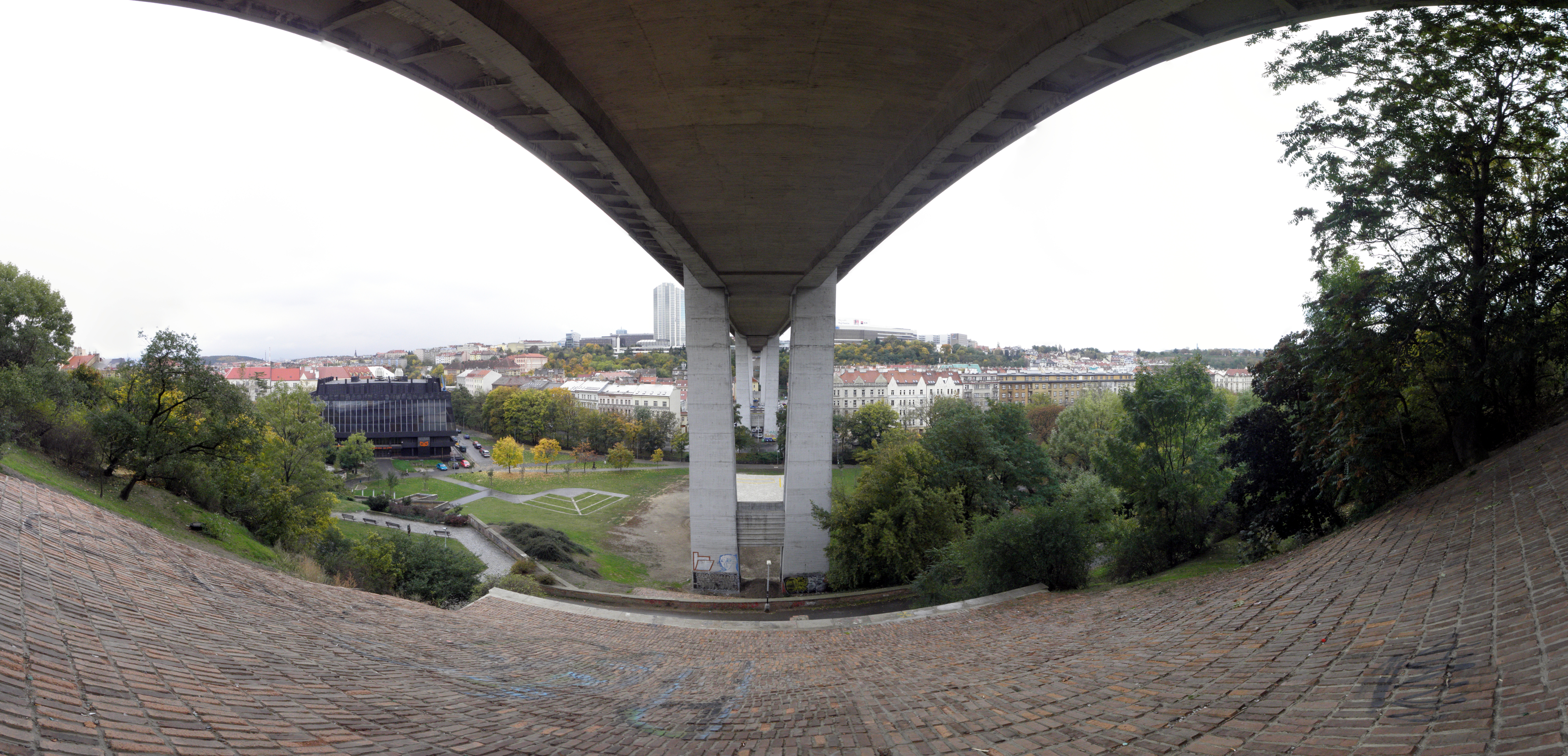
Pohled na Folimanku a Nuselský most.